# 闽南民系
閩南民系（Bân-lâm-bîn-hē），簡稱閩南人，又稱下南人（ē-lâm-lâng），在東南亞通稱福建人 （白話字：Hok-kiàn lâng）、菲律賓華社則稱咱厝人（lán-chhù-lâng）、咱人（lán-lâng），一般定義的閩南民系指的是福建南部沿海地區（閩南）以及臺灣的閩南語泉漳片的漢族使用者；广义的閩南民系則包括潮州话、浙南閩語等所有闽南语的漢族使用者。主要分布在閩南的泉州、漳州和廈門三市全境和龍巖市區、臺灣大部分縣市（不包括南桃園、新竹縣、苗栗縣、六堆地區和原住民族地區）、金門列島、東南亞國家例如新加坡、馬來西亞、印尼、汶萊、菲律賓等地，閩南裔都是佔據當地絕對人口優勢的華人族群。全世界總和人口超過5000万。

## 稱呼
在中国大陆的闽南裔人通常自称所属县市（如惠安人）或泛称闽南人。
福州人稱闽南人为下墿儂、下府儂、下南兄、下南囝、下南鬼。福建南部的傳統地理稱呼為「下南」，相對為「北頂」，此為地理上的模糊概念，虽無準確的區域界線劃分，但一般是指厦漳泉等地。清末出版的《厦英大辞典》解释下南人为厦门、漳州、泉州等地的人。「閩南」之詞於福建南部在傳統上是聞所未聞，傳統典籍上多是將福建劃分八個地緣關係，稱為｢八閩｣，而不以閩東、閩南、閩西、閩北的方位去劃分。之後從唐代開始到大清時期，又出現了上路、上府（上四府）和下路、下府（下四府）的區域劃分，地方範圍與大明的福建都指揮使司和福建行都指揮使司軍政範圍高度吻合。
闽北人也称闽南人为下墿人、下府婆（國際音標：[a˦˨ tiɔ˥ neiŋ˧]、[a˦˨ xu˧˩ pɔ˧]），客家稱河老，又稱福佬（Hok-ló）、學佬（Ha̍k-láu），是閩海民系分支之一。
在臺灣的漳泉後裔若以華語自稱，慣用詞多為臺灣人、本省人，而在細分民系或族群時，亦會依來臺祖籍自稱漳州人、泉州人...等，第二次世界大戰結束後，受中華民國政府的政策影響，逐漸開始使用閩南人一詞自稱。若以臺灣話自稱則还有鶴老人、福佬人、河洛人、下南人等稱法。日常生活中閩南、福佬、河洛等說法經常混用，學界已有許多語源學變遷的相關討論，例如桃園市政府沿用此詞舉辦「桃園河洛文化節」。
東南亞各國閩南裔則常以福建人做自稱。以至于闽南语在东南亚当地也通常称作福建话。
與此同時，石奕龍教授認為恢復『下南』以及『下南人文化』一詞的使用。認為『閩南』一詞有着太多的地域文化的限定，同時也很容易引起其它的歧义与误读。

## 簡介
福建福州一带一直是北方世家大族移居的重镇，亦有少量南下福建南部沿海的泉州等地，為控制國際貿易，部份平民以及海軍又在中國東南沿海移居，以接應海貿及防御海盜，但商家、士族和學者仍以福建沿海為居住中心，因大量人口向福建沿海移居，出現汰弱留強的情況，不少闽南商人又陆续向周邊地區如溫州和潮州遷移。當地的閩民系則是衣冠南渡士人和當地的百越人的融合。越人是廣東與浙江沿海的閩語人口的族源之一。中原移民經長三角由水路南下，因福州為福建省會，受更多歷代由华北和江南南下的人群交流影響，而使其方言和民系与闽南地区有所不同，而廣東沿海，珠三角的人當中不少亦是客家人南下的後代，所以亦有客閩粤一家親的說法，广東珠三角也含被當地漢族民系互相影響的福建以及江西等移民，閩民系只佔其中一個重要組成，而且有不少聚居地在中华人民共和国成立後，閩商的資本由大陸各個省市轉為以香港和新加坡為中心，美國亦有60萬閩籍華人。

## 民系歷史
最早居住在福建一帶的民族稱為百越。西元前111年，閩越國於漢平東越之戰覆亡，福建納入西漢王朝的版圖之中。西晉末年，五胡亂華導致大量中原士人遷徙進入泉州，帶動了當地的開拓與發展。唐宋元明，泉州港都曾是當時世界最大的一流港口。
唐朝初年編纂的《隋書》顯示，歷代江東政權定都的丹楊郡除外，江南東部各地的風俗大致相近，與周圍的淮南、兩湖、嶺南有明顯的區別。而貫穿安徽和浙江的新安江流域、江西以及曾經同屬閩中郡的福建和浙江東南之風俗尤具更多的共性。
唐朝中葉，陳元光家族另外開拓了漳州地區，被後世的漳州人供奉為“開漳聖王”。五代十国中期，留從效在閩國滅亡之後，割據漳泉二州，并接受南唐的「清源军节度使、晋江王」封号。閩南人在商業、學術、航海等方面皆取得很高的成就。
在《太平寰宇記》成書的北宋初年，新安江流域、江西、福建以及浙江東南的風俗各自演化分離，而江西仍為內部較一致的洪州風俗區。此時，福建已出現南北並列的兩個風俗區，福州風俗區囊括了福建多數地區。而閩西、粵東的發展過程較為遲緩，繼閩南之後脫離福州、廣州風俗區的範疇，乃為較晚近之歷史變遷。陳元光的中原故里光州地區，位於淮河西段，在北宋當時屬於橫跨湖北大部、河南南部的荊襄風俗區。
| 風俗區 | 包含地區                                                                                     |
| ------ | -------------------------------------------------------------------------------------------- |
| 荊襄   | 鄧州、唐州、蔡州、光化軍、襄州、隨州、信陽軍、光州、荊門軍、郢州、安州、江陵府（荊州）、復州 |
| 福州   | 福州、南劍州、建州、邵武軍、汀州                                                             |
| 泉州   | 興化軍、泉州、漳州                                                                           |
| 廣州   | 春州、恩州、廣州、英州、韶州、南雄州、禎州（惠州）、梅州、潮州                               |

閩南地區又是宋代朱熹理學及閩學的發祥地之一，長期與各地的知識份子有密切的往來，明末成立於蘇州的學術、政治社團復社也獲得了閩南民系的參與以及鄭氏反清勢力的合作。
| 地區 | 福州府 9縣 | 泉州府 7縣 | 漳州府 10縣 | 興化府 2縣 | 潮州府 11縣 | 邵武府 4縣 | 建寧府 8縣 | 汀州府 8縣 | 延平府 7縣 | 瓊州府 10縣 | 雷州府 3縣 |
| --- | ---------- | ---------- | ----------- | ---------- | ----------- | ---------- | ---------- | ---------- | ---------- | ----------- | ---------- |
| 社員 | 103        | 52         | 51          | 24         | 11          | 9          | 9          | 9          | 8          | 2           | 1          |
| - 潮州府僅海陽4人、澄海4人、大埔2人、饒平1人，而潮陽、程鄉、揭陽、惠來、平遠、普寧、鎮平等縣並無社員。 - 海陸豐（當時陸豐尚未置縣，兩地同屬海豐一縣）有海豐2人，惠州府其餘縣僅有博羅2人、歸善1人。 - 廣州府（15縣）較粵東更遠離蘇州地區，仍達到112人，顯示社員人數相當程度反映了各地知識份子的規模。 |            |            |             |            |             |            |            |            |            |             |            |
| 鼎甲 （第一甲） | 18         | 10         | 5           | 6          | 1           | 1          | 2          | 1          | 0          | 1           | 0          |
| 狀元 | 8          | 2          | 1           | 2          | 1           | 0          | 1          | 0          | 0          | 0           | 0          |
| 榜眼 | 9          | 6          | 1           | 0          | 0           | 0          | 1          | 1          | 0          | 0           | 0          |
| 探花 | 1          | 2          | 3           | 4          | 0           | 1          | 0          | 0          | 0          | 1           | 0          |

航海方面，閩南漢族曾建造大福船開拓海上絲綢之路並完成鄭和下西洋的創舉；而明朝中末期的閩南倭寇以及清朝初期的華南海盜也都有閩南人航海家的身影；此外，由鄭芝龍與鄭成功父子所建立的海上艦隊更以自身的航海實力幫助南明政權與滿清對峙；並且在南明敗亡之後，於海外的台灣擊敗荷蘭西方強權，建立東寧政權；最後，清廷又借助同為閩南人的施琅擊敗了鄭家軍。然而，閩南人優秀的航海與商業實力招來清朝皇室的猜忌，因此在泉州港實施海禁，改以廣州為對外商港，這除了導致閩南地區沒落之外，也造就了明末清初東南沿海的海盜興盛。清朝末年，更大量的閩南人到南洋經商，從此又多了一大批富豪，五口通商之中兩個口岸便是在福建省的。閩南人在清朝時因為長期和滿清敵對，被視為反賊，閩人大力支持反清革命，當中又以陳嘉庚為領袖，為國民黨提供大量資金，當時流傳著「廣東人革命，福建人出錢」的俗諺。國共內戰後，共產黨取得中国大陆政權后，大量在香港、台灣以及五口通商的城市流動閩南人口向台灣、香港以及南洋移民。
明清兩朝，閩南人開始大量向海外移民並且經商。除了向更南方的廣東移動之外，也大量地往臺灣、菲律賓、印尼與馬來西亞遷移。由於台灣地理位置最為靠近，又加上施琅頒布的渡台禁令禁止粵人入台，使得閩南人成為台灣漢族的主要族群。來到台灣的閩南人及後裔重於經商，開創了郊商文化。
整體來說，閩南民系於漢朝開始初步形成，晉朝到唐朝為大量人口遷入福建而成為現今閩南民系的主要成份，明朝到清朝則是閩南民系向廣東、臺灣擴散的時期，清末以及民國則是大量人口向香港、台灣以及南洋移民的時期。閩南民系經商人口由唐朝到清朝向中國東南沿海以及全世界擴張。當中以明朝海禁後、滿清執政、列強入侵、國共內戰時期遷出大量人口，福建現今成為中國人口最少的省份之一。

## 語言與文字
閩南語，是汉藏语系汉语族閩語中的一種。至清末前，閩南人與其他漢族民系一樣，皆是以漢字為該語言的書寫文字系統。正式文書上，閩南仕紳多以漢文交流；而閩南語的白話文學則以南管與歌仔冊等民間音樂的歌本為代表，這些用於表達閩南語白話的漢字便成為日後臺語文及臺閩漢字發展的重要基礎。19世紀中葉，西力東漸，傳教士亦隨這股勢力進入東亞世界傳教。為了能在閩南與台灣等閩南語通行區方便地傳教，諸多基督教長老教會的傳教士們承先啟後設計出一套專門書寫閩南語廈門方言的拉丁文字系統（罗马化）來翻譯《聖經》，而這套拉丁文字也就是白話字（Pe̍h-ōe-jī）。普及後，白話字的使用便不再侷限於傳教，以其為書寫媒介所寫成的報紙、字典、數學、醫學以及文學等各類書籍與作品也陸續出版，白話字的通行人口一度多達數十萬。
對於「閩南語」的稱呼，由於諸多因素而有不同的見解與名稱。在過去，由於十分重視地域關係，因此即便使用相同的語言，使用者仍會依照自己的原鄉與方言腔調來區分彼此，例如，泉州話、漳州話、廈門話以及臺灣話等等。亦有以福建省為主體的稱呼，如閩南人的東南亞及海外移民與後代多以福建話來做為稱呼。

## 文化

### 建築
閩南建築強調屋脊及屋面的曲線，而屋脊又分為燕尾脊與馬背兩類型。燕尾脊是彎曲兩端上翹如燕尾般的屋脊，多用於廟宇及官宅；馬背則是兩端不翹起，形成拱起如馬背的山牆，用於民宅，而馬背山牆又分為五種形狀，象徵金、木、水、火、土五行。
閩南宅第建築格局有三合院、四合院、三院落三種形式：
- 三合院：「凹」字形的三合院是最常見的建築形式。
- 三落院：以合院為基本格局，作縱向或橫向發展，為地方望族或官宅使用。
- 四合院：四合院形狀如「口」字形，為官紳地主所喜用。

傳統建材則多以「紅磚紅瓦」，因為歷來將紅色視為喜慶吉利的顏色，所以泉州人索性把紅磚叫做「福辦磚」，傳統臺灣閩南大厝或宮廟使用紅瓦。日治時期開始引入日式的黑瓦或灰瓦，因此現今台灣常見的黑瓦或灰瓦，除少部分屬於客家或潮州建築外，大部分為日治時代所營建的建築物。
| 構件         | 漳州派                                                    | 泉州派                                              |
| ------------ | --------------------------------------------------------- | --------------------------------------------------- |
| 柱           | - 用料較粗壯，梭柱收分明顯                                | - 用料較修長                                        |
| 樑           | - 斷面使用圓或方形，用料較大                              | - 斷面多用圓形，用料較小                            |
| 步口通樑     | - 樑頭常伸出吊筒，并雕以龍頭                              | - 樑頭止于吊筒，外以木雕封套                        |
| 束木（月樑） | - 月樑作肥身或平板枋形 - 束木置于疊斗的上層，直接承受桁木 | - 月樑作肥身斷面，上凸下凹 - 有時束木不直接承受桁木 |
| 瓜筒（瓜柱） | - 瓜筒多呈圓球的南瓜形                                    | - 瓜筒多呈修長的木瓜形                              |
| 斗           | - 多用簡單的方斗                                          | - 多用桃彎、六角、八角、圓                          |
| 拱           | - 多用造型多變的螭虎拱或草尾拱，拱身呈彎形                | - 多用簡潔的葫蘆平拱或關刀拱，拱較平直              |
| 雞舌拱       | - 常省略雞舌拱，直接以半圓槽的斗承受桁                    | - 用料較大，拱頭倒勾                                |
| 棟架         | - 坡度較平緩，桁木間距較大，架數較少                      | - 架數較多且坡度較陡峭，有如穿斗式屋架，喜作假四垂  |

| 基本布局 （街路厝）                                      | 附屬建築 | 室外院落 | 分布 |
| -------------------------------------------------------- | --- | --- | --- |
| 【一條龍】 三間張單落厝                                  | — | — | 漳州、泉州較常見 |
| 【一條龍】 三間張單落厝                                  | — | 前埕 | 漳州、泉州較常見 |
| 【三合院】 三間張櫸頭止 四間張櫸頭止 五間張櫸頭止        | — | — | 漳州、廈門較常見三間張 泉州較常見五間張 |
| 【三合院】 三間張櫸頭止 四間張櫸頭止 五間張櫸頭止        | — | 前埕 | 漳州、廈門較常見三間張 泉州較常見五間張 |
| 【三合院】 三間張櫸頭止 四間張櫸頭止 五間張櫸頭止        | 回向 | 前埕 | 漳州、廈門較常見三間張 泉州較常見五間張 |
| 【三合院】 三間張櫸頭止 四間張櫸頭止 五間張櫸頭止        | 單護厝 | 前埕 | 漳州、廈門較常見三間張 泉州較常見五間張 |
| 【三合院】 三間張櫸頭止 四間張櫸頭止 五間張櫸頭止        | 雙護厝 | 前埕 | 漳州、廈門較常見三間張 泉州較常見五間張 |
| 【三合院】 三間張櫸頭止 四間張櫸頭止 五間張櫸頭止        | 三護厝 | 前埕 | 漳州、廈門較常見三間張 泉州較常見五間張 |
| 【四合院】 三間張兩落大厝 四間張兩落大厝 五間張兩落大厝  | — | — | 漳州、廈門較常見三間張 泉州較常見五間張 |
| 【四合院】 三間張兩落大厝 四間張兩落大厝 五間張兩落大厝  | — | 前埕 | 漳州、廈門較常見三間張 泉州較常見五間張 |
| 【四合院】 三間張兩落大厝 四間張兩落大厝 五間張兩落大厝  | 單埕頭樓 | 前埕 | 漳州、廈門較常見三間張 泉州較常見五間張 |
| 【四合院】 三間張兩落大厝 四間張兩落大厝 五間張兩落大厝  | 雙埕頭樓 | 前埕 | 漳州、廈門較常見三間張 泉州較常見五間張 |
| 【四合院】 三間張兩落大厝 四間張兩落大厝 五間張兩落大厝  | 單突規房 | — | 漳州、廈門較常見三間張 泉州較常見五間張 |
| 【四合院】 三間張兩落大厝 四間張兩落大厝 五間張兩落大厝  | 單護厝 | — | 漳州、廈門較常見三間張 泉州較常見五間張 |
| 【四合院】 三間張兩落大厝 四間張兩落大厝 五間張兩落大厝  | 單護厝 | 前埕 | 漳州、廈門較常見三間張 泉州較常見五間張 |
| 【四合院】 三間張兩落大厝 四間張兩落大厝 五間張兩落大厝  | 雙護厝 | 前埕 | 漳州、廈門較常見三間張 泉州較常見五間張 |
| 【四合院】 三間張兩落大厝 四間張兩落大厝 五間張兩落大厝  | 單護厝+回向 | 前埕 | 漳州、廈門較常見三間張 泉州較常見五間張 |
| 【四合院】 三間張兩落大厝 四間張兩落大厝 五間張兩落大厝  | 雙護厝+回向 | 前埕 | 漳州、廈門較常見三間張 泉州較常見五間張 |
| 【四合院】 三間張兩落大厝 四間張兩落大厝 五間張兩落大厝  | 單護厝+單埕頭樓 | 前埕 | 漳州、廈門較常見三間張 泉州較常見五間張 |
| 【四合院】 三間張兩落大厝 四間張兩落大厝 五間張兩落大厝  | 雙護厝+單埕頭樓 | 前埕 | 漳州、廈門較常見三間張 泉州較常見五間張 |
| 【四合院】 三間張兩落大厝 四間張兩落大厝 五間張兩落大厝  | 雙護厝+雙埕頭樓 | 前埕 | 漳州、廈門較常見三間張 泉州較常見五間張 |
| 【四合院】 三間張兩落大厝 四間張兩落大厝 五間張兩落大厝  | 雙護厝+單埕頭樓+回向 | 前埕 | 漳州、廈門較常見三間張 泉州較常見五間張 |
| 【四合院】 三間張兩落大厝 四間張兩落大厝 五間張兩落大厝  | 雙護厝+雙埕頭樓+回向 | 前埕 | 漳州、廈門較常見三間張 泉州較常見五間張 |
| 【四合院】 三間張兩落大厝 四間張兩落大厝 五間張兩落大厝  | 單護厝 | 前埕+單側院 | 漳州、廈門較常見三間張 泉州較常見五間張 |
| 【四合院】 三間張兩落大厝 四間張兩落大厝 五間張兩落大厝  | 雙護厝+回向 | 前埕+後界土 | 漳州、廈門較常見三間張 泉州較常見五間張 |
| 【四合院】 三間張兩落大厝 四間張兩落大厝 五間張兩落大厝  | 單護厝+單埕頭樓 | 前埕+單側院 | 漳州、廈門較常見三間張 泉州較常見五間張 |
| 【四合院】 三間張兩落大厝 四間張兩落大厝 五間張兩落大厝  | 單護厝 | 前埕+單側院+後界土 | 漳州、廈門較常見三間張 泉州較常見五間張 |
| 【四合院】 三間張兩落大厝 四間張兩落大厝 五間張兩落大厝  | 雙護厝 | 前埕+雙側院+後界土 | 漳州、廈門較常見三間張 泉州較常見五間張 |
| 【三合院、四合院組合】 三間張兩落櫸頭止 五間張兩落櫸頭止 | — | 前埕 | 泉州較常見 |
| 【三合院、四合院組合】 三間張兩落櫸頭止 五間張兩落櫸頭止 | 單護厝 | 前埕 | 泉州較常見 |
| 【三合院、四合院組合】 三間張兩落櫸頭止 五間張兩落櫸頭止 | 雙護厝+雙埕頭樓 | 前埕 | 泉州較常見 |
| 【四合院】 三間張三落大厝 五間張三落大厝                 | — | 前埕 | 漳州、廈門較常見三間張 漳州、泉州較常見五間張 |
| 【四合院】 三間張三落大厝 五間張三落大厝                 | 回向 | 前埕 | 漳州、廈門較常見三間張 漳州、泉州較常見五間張 |
| 【四合院】 三間張三落大厝 五間張三落大厝                 | 單護厝 | 前埕 | 漳州、廈門較常見三間張 漳州、泉州較常見五間張 |
| 【四合院】 三間張三落大厝 五間張三落大厝                 | 雙護厝 | 前埕 | 漳州、廈門較常見三間張 漳州、泉州較常見五間張 |
| 【四合院】 三間張多落大厝 五間張多落大厝                 | — | 前埕 | 廈門、泉州較常見三間張 漳州較常見五間張 |
| 【四合院】 三間張多落大厝 五間張多落大厝                 | 雙護厝 | 前埕 | 廈門、泉州較常見三間張 漳州較常見五間張 |
| 【名詞解釋】                                             | | | |
| 大厝身                                                   | 民居建築的主體，由各落及櫸頭組成。 | 民居建築的主體，由各落及櫸頭組成。 | 民居建築的主體，由各落及櫸頭組成。 |
| 間                                                       | 衡量建築面闊的標準，廈門、泉州稱「開間」為「間張」，漳州為「間過」。 以三間張、五間張較常見，單落規（四間張）較少。 | 衡量建築面闊的標準，廈門、泉州稱「開間」為「間張」，漳州為「間過」。 以三間張、五間張較常見，單落規（四間張）較少。 | 衡量建築面闊的標準，廈門、泉州稱「開間」為「間張」，漳州為「間過」。 以三間張、五間張較常見，單落規（四間張）較少。 |
| 落                                                       | 衡量建築進深的標準，泉州也稱為「進」。 | 衡量建築進深的標準，泉州也稱為「進」。 | 衡量建築進深的標準，泉州也稱為「進」。 |
| 櫸頭                                                     | 兩落之間的廂房，漳州、廈門稱為「伸腳」，可作為廚房或閒雜間。 | 兩落之間的廂房，漳州、廈門稱為「伸腳」，可作為廚房或閒雜間。 | 兩落之間的廂房，漳州、廈門稱為「伸腳」，可作為廚房或閒雜間。 |
| 櫸頭止                                                   | 單櫸頭（泉州）：漳州稱為「下山虎」，廈門為「四房二伸腳」。 雙櫸頭（泉州）：漳州稱為「爬獅」，廈門為「四房四伸腳」。 漳州、廈門兩種形式皆有。 | 單櫸頭（泉州）：漳州稱為「下山虎」，廈門為「四房二伸腳」。 雙櫸頭（泉州）：漳州稱為「爬獅」，廈門為「四房四伸腳」。 漳州、廈門兩種形式皆有。 | 單櫸頭（泉州）：漳州稱為「下山虎」，廈門為「四房二伸腳」。 雙櫸頭（泉州）：漳州稱為「爬獅」，廈門為「四房四伸腳」。 漳州、廈門兩種形式皆有。 |
| 兩落大厝                                                 | 漳州稱為「四點金」。 第一進為「下落」，門廳所在；第二進為「頂落（上落）」，大廳及主要居住用房所在。 下落、頂落以及櫸頭圍合成的空間，稱為「天井」或「深井」，常鋪以條石。                                                                                    | 漳州稱為「四點金」。 第一進為「下落」，門廳所在；第二進為「頂落（上落）」，大廳及主要居住用房所在。 下落、頂落以及櫸頭圍合成的空間，稱為「天井」或「深井」，常鋪以條石。                                                                                    | 漳州稱為「四點金」。 第一進為「下落」，門廳所在；第二進為「頂落（上落）」，大廳及主要居住用房所在。 下落、頂落以及櫸頭圍合成的空間，稱為「天井」或「深井」，常鋪以條石。                                                                                    |
| 護厝                                                     | 保護大厝身的縱向建築，用於擴充居住空間，又稱為「護龍」、「護甲」。 | 保護大厝身的縱向建築，用於擴充居住空間，又稱為「護龍」、「護甲」。 | 保護大厝身的縱向建築，用於擴充居住空間，又稱為「護龍」、「護甲」。 |
| 埕頭樓                                                   | 前埕兩側加建的縱向附屬建築，用於儲藏，較少居住。 泉州稱為「埕頭樓」，廈門、漳州稱為「護厝頭」。 | 前埕兩側加建的縱向附屬建築，用於儲藏，較少居住。 泉州稱為「埕頭樓」，廈門、漳州稱為「護厝頭」。 | 前埕兩側加建的縱向附屬建築，用於儲藏，較少居住。 泉州稱為「埕頭樓」，廈門、漳州稱為「護厝頭」。 |
| 回向                                                     | 前埕前方設置的單層橫向建築，對大厝身有遮擋海風及加強防禦的作用。 可用於儲藏、書房、店面以及居住，泉州地區較常見。 | 前埕前方設置的單層橫向建築，對大厝身有遮擋海風及加強防禦的作用。 可用於儲藏、書房、店面以及居住，泉州地區較常見。 | 前埕前方設置的單層橫向建築，對大厝身有遮擋海風及加強防禦的作用。 可用於儲藏、書房、店面以及居住，泉州地區較常見。 |
| 突規房                                                   | 緊鄰三間張大厝加建的縱向房屋，增補使用空間。 | 緊鄰三間張大厝加建的縱向房屋，增補使用空間。 | 緊鄰三間張大厝加建的縱向房屋，增補使用空間。 |
| 前埕                                                     | 大厝正前方的空地，可鋪設條石或紅磚，成為「石埕」或「磚埕」。 可環以圍牆區隔前埕和外界，此牆又稱為「牆街」或「埕圍」。 一般在大門前方左右兩側或單側設門，稱為「牆街門」，門上設屋頂則稱為「門路亭」。 正對大門處的埕圍，可增高建為「照壁」，飾以鎮煞的圖案。 | 大厝正前方的空地，可鋪設條石或紅磚，成為「石埕」或「磚埕」。 可環以圍牆區隔前埕和外界，此牆又稱為「牆街」或「埕圍」。 一般在大門前方左右兩側或單側設門，稱為「牆街門」，門上設屋頂則稱為「門路亭」。 正對大門處的埕圍，可增高建為「照壁」，飾以鎮煞的圖案。 | 大厝正前方的空地，可鋪設條石或紅磚，成為「石埕」或「磚埕」。 可環以圍牆區隔前埕和外界，此牆又稱為「牆街」或「埕圍」。 一般在大門前方左右兩側或單側設門，稱為「牆街門」，門上設屋頂則稱為「門路亭」。 正對大門處的埕圍，可增高建為「照壁」，飾以鎮煞的圖案。 |
| 側院                                                     | 大厝一側的空地，可作為巷路、花園或將來擴建突規房甚至護厝，廈門較常見。 | 大厝一側的空地，可作為巷路、花園或將來擴建突規房甚至護厝，廈門較常見。 | 大厝一側的空地，可作為巷路、花園或將來擴建突規房甚至護厝，廈門較常見。 |
| 後界土                                                   | 大厝後方的空地，可作為後院或將來擴建之用，泉州、廈門較常見。 | 大厝後方的空地，可作為後院或將來擴建之用，泉州、廈門較常見。 | 大厝後方的空地，可作為後院或將來擴建之用，泉州、廈門較常見。 |

### 音樂

#### 傳統音樂

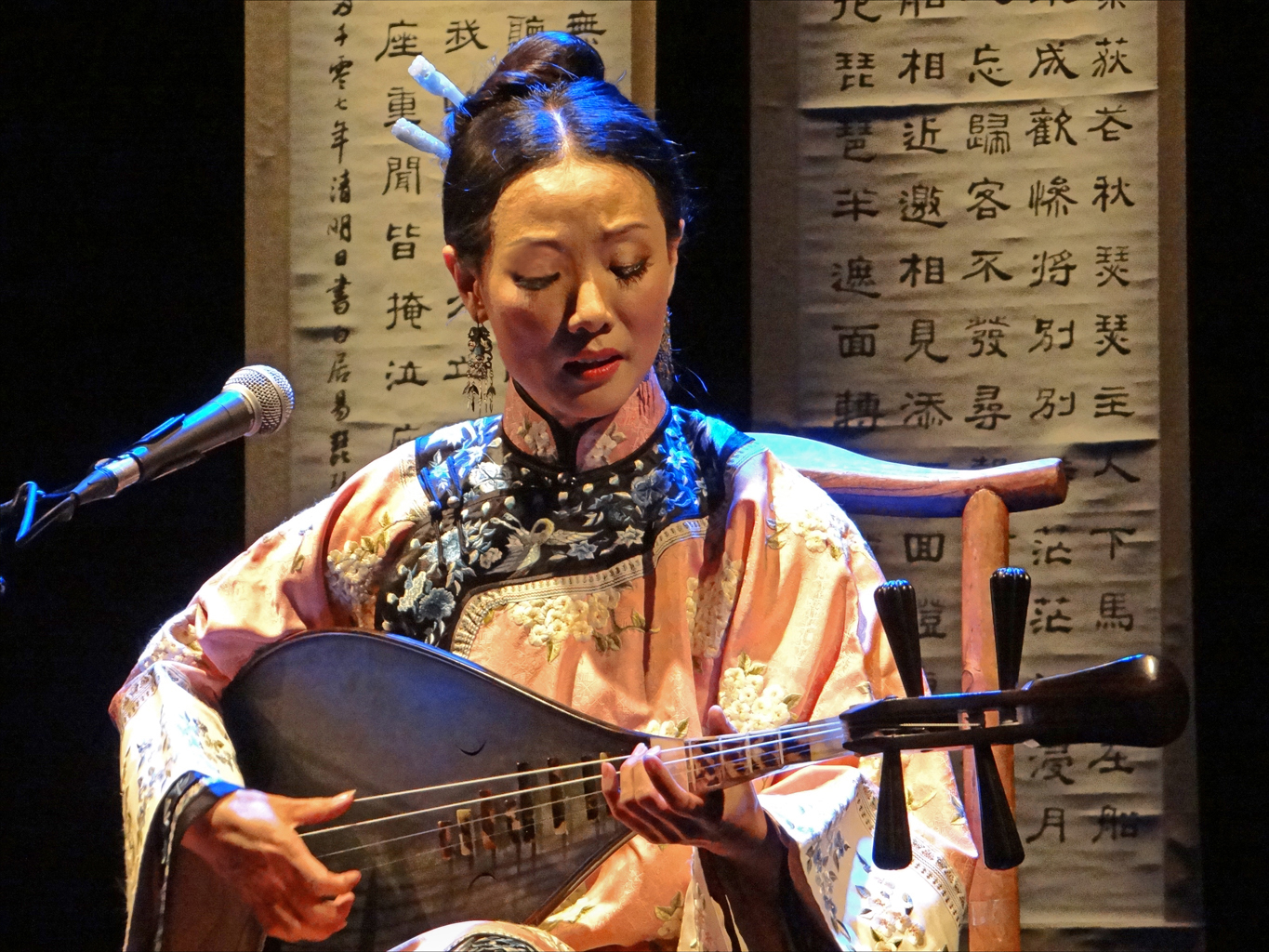
南管音樂家王心心彈奏南管琵琶

南管，原稱絃管，於各地又有南音、南樂、五音、郎君樂、御前清曲、御前清音、泉州南音、福建南音等別稱。
南管的歷史相當悠久，是典型的漢族音樂模式，屬於絲竹型的中國傳統音樂；南管樂曲分有指、譜、曲三類，「指」又稱指套，即套曲，為有譜、有詞、有人物故事可供演唱之內容者。「譜」指樂器演奏曲，「曲」又稱唱曲，即散曲，為供演唱之單曲。南管音樂為古老中國漢族傳統音樂，以泉州一帶為發源地，流傳於現今的臺灣閩南裔族群聚居地區和閩南語系泉漳話地區，傳承了漢魏以來的古樂遺風。
與智化寺京音樂等，為現存最古老的幾個合奏樂種。在臺灣，與具有北方特色的北管相對。
南管以五人之間的合奏為主，五樣樂器各有專屬的定位，演奏時可聽見各樂器的細緻樂音，相輔相成、不相雜沓，包括拍板、琵琶、三絃、洞簫、二絃。有純器樂演奏曲，也有執拍者歌唱的曲目。曲調高雅，素有千載清音的美譽。因作為閩南地區的核心樂種，被諸多閩南劇種吸收運用，如、泉州木偶戲等等。2009年列入聯合國教科文組織人類無形文化遺產代表名錄，流傳於中國的廈門、泉州、漳州，以及臺灣、東南亞的菲律賓、新加坡、馬來西亞、印度尼西亞等華裔閩南人聚居地諸地。

#### 流行音樂
臺語流行音樂為出產於臺灣並使用閩南語臺灣話演唱的流行音樂類型。最早起源於日治時期，戒嚴時代曾因官方的獨尊國語政策被壓制，至1987年解嚴後開始復甦，並衍伸出多種表演型態。在臺灣發展起來的閩南語流行歌曲在中國大陸的閩南地區以及東南亞的馬來西亞、新加坡、汶萊、菲律賓、泰國、印度尼西亞等地的華裔閩南民系族群之間也廣為流行，當地稱為福建話流行音樂（英語：Hokkien pop music或Fukienese pop music）。

### 戲劇
閩臺歌仔戲（薌劇）為閩南人代表戲曲之一，歌仔戲為發源於臺灣宜蘭的本土漢文劇種，約產生於臺灣日治時期1900年代前後。歌仔戲正式的雛形為宜蘭本地的落地掃，吸收車鼓弄等元素，慢慢發展成小戲。而後又學習崑曲、高甲戲、亂彈戲、京劇等各類大戲逐漸具備完整的戲曲形式。
歌仔戲於民國十四年回傳入福建廈門，自此流行於流行於閩南地區，並成為福建省五大劇種之一；1927年傳入東南亞閩南裔華人聚居區。歌仔戲（薌劇）使用閩南方言演唱，角色行當有生、旦、丑、淨，其中前淨行為受北管與京劇影響而增加的行當。
歌仔戲（薌劇）唱腔質樸醇厚、悠揚典雅，兼有錦歌類（老歌仔戲曲調）、哭調類、新調類等曲腔，唱腔結構屬「板腔體」。
主要特色樂器有殼仔弦、鴨母笛（管）、月琴、大廣弦。
2006年5月20日，歌仔戲（薌劇）被列進中華人民共和國國務院公布的第1批518項「國家級非物質文化遺產」，序號208，編號 Ⅳ—64。

### 飲食
閩南民系飲食在色香味上獨樹一幟。飲食注重口味、多樣，一般喜甜而不喜辛酸鹹，喜清淡。飲食種類繁多，有小菜、熱菜、湯羹、主食、甜點、水果六種類別。廚師應用「炒、炸、煎、燴」等傳統工藝，綜合體現了各地闽南民系人飲食的特色。蚵仔煎、魚仔糜、魚丸、丸仔湯、麵線糊、糯米腸、肉粽等等皆為各地闽南民系人居住地區飲食的著名代表。
| 種類   | 品名     | 備註 |
| ------ | -------- | --- |
| 牛     | 牛肉炕塊 | 牛肉塊川燙去腥汙，以老薑、桂皮、當歸、八角、醬油、紹興酒等調料燉煮至酥爛。                                                                                              |
| 牛     | 牛排     | 帶肉牛肋骨切段，川燙去腥汙，與中藥材、咖哩、冰糖等調料燉煮至酥爛，湯汁呈金黃色。                                                                                        |
| 牛     | 牛肉羹   | 牛肉除去筋膜，捶打成泥，與調料、番薯粉攪拌均勻，分次捏成不規則狀下鍋川燙撈出， 再與調料勾芡成羹湯。                                                                     |
| 牛     | 牛肉丸   | 即牛肉摃丸。牛後腿肉除去筋膜，捶打成泥，與調料、澱粉攪拌均勻，分次捏出丸狀下鍋川燙撈出， 可煮牛骨湯或切丁和蔬菜拌炒。                                                   |
| 牛     | 牛頭獅   | 即牛肉火鍋，以多個部位的牛肉與其他配料熬煮。 |
| 豬     | 風腸     | 豬前腿肉切丁，與料理酒、調味料攪拌均勻後醃漬。豬小腸洗淨，以棉線束緊一端，填入醃漬豬肉， 兩端束緊吊掛陰乾數日。                                                         |
| 豬     | 煙腸     | 風腸餡料加入番薯粉攪拌均勻，灌腸後不陰乾，水煮撈起食用。 |
| 豬     | 封豬腳   | 帶骨豬蹄川燙去腥汙，瀝乾水份下鍋油炸，撈起與配料、調味料、料理酒及中藥材燉煮。                                                                                          |
| 豬     | 捆蹄     | 去骨豬蹄塗抹調味料，以棉線捆緊醃漬數日，再放入滷包加水蒸熟，切片調味後食用。                                                                                            |
| 豬     | 肉圓     | 即豬肉摃丸，以豬後腿肉製作。 |
| 豬     | 豬血湯   | 湯底為大骨湯加中藥材，放入豬料（凝固豬血）、蔥花、豬大腸、豬油粕。可添加醋肉、油條食用。                                                                                |
| 豬     | 扁食     | 豬絞肉加入蝦米、蔥花、紅蔥頭的細末以及澱粉攪拌均勻，填入扁食皮收合捏緊，放入大骨湯煮熟。                                                                                |
| 豬     | 燒賣     | 餡料量較扁食多，且燒賣皮並不收合至頂部，蒸熟後食用。 |
| 豬     | 五香     | 或稱「雞捲」。豬絞肉加入荸薺丁、蔥花、雞蛋、番薯粉及調味料攪拌均勻，以豆皮捲成長條油炸。                                                                                |
| 豬     | 醋肉     | 豬肉切塊，和料理酒、醋搓揉均勻，沾番薯粉入鍋煎炸。 |
| 豬     | 醬瓜肉   | 醬瓜、香菇、紅蔥頭切碎與豬絞肉、調味料翻炒燜煮或攪拌均勻蒸熟。 |
| 禽     | 鹽雞     | 童子雞放血、去毛後，扒去腹內（內臟）置於鍋中，以鹽覆蓋整隻雞烹煮。 |
| 禽     | 麻油雞   | 雞肉、麻油及調味料進行醃漬，老薑切片與麻油翻炒至焦脆，醃漬雞肉、配料及料理酒先行燜煮， 再放入麻油薑片。                                                                 |
| 禽     | 菠蘿胗花 | 雞胗或鴨胗切花，以料理酒醃漬去腥，入鍋加調味料翻炒，再加入切塊的菠蘿燜煮。                                                                                              |
| 禽     | 鹽燒鴨   | 全鴨與調味料、薑片放入內鍋，砂或鹽放入外鍋，隔熱烹煮。 |
| 禽     | 芋香燒鴨 | 芋頭切條川燙，鴨肉切條煎炒，再與肉湯、調味料及紹興酒燜煮。 |
| 禽     | 鹹水鴨   | 全鴨放血、去毛，扒去內臟改填以調味料醃漬數日，川燙去腥汙，撈起切塊調味。                                                                                                |
| 禽     | 冬粉鴨   | 鴨湯加入鴨內臟、鴨血、薑片、冬粉、蔥花、芫荽以及經過調味的鴨肉。 |
| 禽     | 鴨仔糜   | 鴨肉與老薑、當歸煮熟，放涼後切丁，加入大骨湯、鴨湯、米飯及調味料烹煮。                                                                                                  |
| 水產   | 魚丸     | 鰻魚、狗母魚或馬鮫之魚漿，和水、番薯粉攪拌，分次捏出丸狀，填以豬肉為內餡，下鍋川燙撈出。                                                                                |
| 水產   | 魚鬆     | 大黃魚、狗母魚、巴朗魚或雜魚，蒸熟後剔除魚骨，以花生油煎炒攪碎成黃色的魚茸， 再添加白糖、老酒製成。                                                                     |
| 水產   | 魚卷     | 鰻魚、狗母魚或馬鮫之魚漿，和水、清粉（番薯粉）攪拌， 並調以油蔥、荸薺、蔥、薑、扁魚、蝦米，捲成條狀蒸熟，可進一步清燉或油炸。                                           |
| 水產   | 玉盞豆腐 | 鱖魚肉泥和鴨卵清、麵粉、澱粉攪拌成魚漿，放入酒盞，填入蝦米、豬肉、扁魚等切碎製成的內餡， 再覆蓋一層魚漿，最後灑上切碎的香菇、蔥、煎熟的鴨卵仁薄片等細丁蒸熟。           |
| 水產   | 馬鮫羹   | 馬鮫肉和雞蛋白、白糖、番薯粉、料理酒混合後攪拌成泥，分次捏成不規則狀下鍋川燙撈出， 再與調料勾芡成羹湯。                                                                 |
| 水產   | 魚仔糜   | 湯底為大骨湯，放入糯米飯攪拌，再加入加力魚丁、豬肉丁、配料、調味料及料理酒烹煮。                                                                                        |
| 水產   | 炸糟鰻   | 鰻魚洗淨切塊，與薑泥、蒜泥、雞蛋、紅糟、五香粉及料理酒攪拌均勻進行醃漬， 再塗抹番薯粉入鍋油炸。                                                                         |
| 水產   | 章魚     | 小章魚沾醋、辣醬、香油以及薑絲食用。 |
| 水產   | 鱟羹     | 鱟肉、鱟膏與調料勾芡煮至濃稠狀，可加上醋、薑絲、蒜泥食用。 |
| 水產   | 桂花蠘   | 梭子蟹之蟹肉、蟹黃，加上打散的雞蛋、鴨蛋以及芹菜段、荸薺丁、肥豬肉丁，攪拌煎炒， 呈紅、黃、白相間之色澤，猶如八月的桂花。食用前添加香油及芫荽。                         |
| 水產   | 蝦棗     | 鮮蝦剝殼去除背部腸泥後拍碎，與豬肉、荸薺、鹽水攪拌成糊，再捏成丸油炸至金黃色，狀似金棗。                                                                                |
| 水產   | 蚵䭔     | 粉漿舀在圓勺內，放入蚵及切碎的蔥、蒜和其他蔬菜配料，入鍋油炸至金黃色。                                                                                                  |
| 水產   | 蚵仔煎   | 蚵仔加入粉漿、蒜苗、雞蛋翻炒，淋上醬汁食用。 |
| 水產   | 炒花蛤   | 花蛤泡水吐沙，與薑絲、蒜末、碎辣椒、醬油、醋及醬料翻炒並燜熟。 |
| 水產   | 清燉竹蟶 | 竹蟶泡水吐沙，與薑絲、料理酒浸泡再行燉煮。 |
| 水產   | 土筍凍   | 土筍（可口革囊星蟲）置於水中，吐出穢物後熬煮出膠質，待其冷卻凝結即為土筍凍。                                                                                            |
| 水產   | 炒海金針 | 海金針（裸體方革星蟲）置於水中，吐出穢物後與金針菇、豆芽菜拌炒。 |
| 麵粉   | 滷麵     | 湯底為大骨湯，放入炸物、滷料、蝦仁、魷魚乾、筍絲、香菇絲、金針花，打入雞蛋攪拌並勾芡， 再加入黃麵及蔬菜。                                                               |
| 麵粉   | 蝦麵     | 湯底為蝦湯，加入黃麵、蝦仁、魚丸、蔬菜。 |
| 麵粉   | 沙茶麵   | 湯底為大骨湯、沙茶醬，加入黃麵、肉類、蔬菜。 |
| 麵粉   | 手抓麵   | 將黃麵捲成麵餅，塗抹醬料並放入炸物食用。 |
| 麵粉   | 麵線糊   | 湯底為大骨湯或海鮮熬製的湯，放入麵線並勾芡，再加上海鮮、炸物或滷料。 |
| 麵粉   | 發糕     | 麵粉與糖、酵母粉、配料攪拌均勻，靜置發酵，蒸熟後放涼切塊食用。 |
| 麵粉   | 滿煎粿   | 麵粉與雞蛋、糖、酵母粉攪拌均勻，靜置發酵，再倒入鍋中加熱，鋪上花生、芝麻甜餡，繼續加熱， 對折成半圓形切塊食用。                                                         |
| 麵粉   | 油炸鬼   | 或稱「油炸粿」，即油條，亦常搭配羹、湯食用。 |
| 麵粉   | 馬蹄酥   | 麵粉、水及白糖攪拌均勻，部分麵團揉入餡料擀成中層麵皮，以無餡的上下層夾合中層，入鍋油炸。                                                                                |
| 麵粉   | 蒜蓉枝   | 或稱「索仔股」、「索仔條」，為麻花的一種。麵團切成長條，擰出雙股繩索纏繞的螺旋形狀， 下鍋油炸後撈起放涼，再浸泡添加蒜蓉的糖水，待蒜蓉糖衣凝結，恰似寒樹掛霜。           |
| 麵粉   | 枕頭餅   | 麵粉與豬油攪拌均勻，靜置發酵，再加水擀入奶油，製作酥皮麵團。將豬肉、冬瓜糖切丁， 與芝麻粉、花生粉及白糖混合成內餡，填入分次捏製的小長方條枕頭狀酥皮麵團，入鍋油炸撈起。 |
| 麵粉   | 虎咬草   | 空心燒餅撞出一個缺口（虎口），放入花生糖（虎舌），餅皮內側抹上甜辣醬（老虎口水）， 再夾入芫荽（草）。                                                                   |
| 麵粉   | 潤餅     | 潤餅皮鋪平，放上蔬菜、海鮮、肉類、煎蛋絲、豆製品、花生粉及糖粉，包裹成卷。                                                                                              |
| 麵粉   | 麵茶     | 麵粉炒至暗黃色後過篩，再與油蔥酥、白糖、芝麻（或花生粉）攪拌均勻。可沖泡開水呈糊狀食用。                                                                                |
| 食飯米 | 菜飯     | 以豬油煎炸紅蔥頭，放入蔥花、蝦米、香菇、木耳、豆類、蔬菜、炸豆腐或蚵乾翻炒， 再加水和米飯燜煮。                                                                         |
| 食飯米 | 菜頭粿   | 米加水研磨成漿，加入菜頭籤（蘿蔔刨絲）熬煮並持續攪拌粿漿，粿漿蒸熟後可切片沾麵粉漿油炸， 並沾醬食用。                                                                   |
| 食飯米 | 碗粿     | 米漿與餡料盛入碗中蒸熟，劃碎叉起沾醬食用。 |
| 食飯米 | 九重粿   | 米漿蒸熟後再覆蓋一層蒸煮，直至九層。每層可混入不同成份呈現相異顏色。 |
| 食飯米 | 炒粿條   | 粿皮曬乾後切成一指寬的粿條，加入調味料、蛋類、蔬菜及肉類翻炒。 |
| 食飯米 | 炒米粉   | 米粉川燙瀝乾，調味料、香菇絲、海鮮、蔬菜及肉類先行翻炒，再放入米粉攪拌均勻燜熟。                                                                                        |
| 食飯米 | 米篩目   | 米漿用布袋壓擠出水份成為「粿粹」，與番薯粉攪拌成團，再揉捏成細條，煮熟後撈起冷卻。 可做為甜食或鹹食。                                                                   |
| 食飯米 | 鼎邊糊   | 米漿澆入熱鍋邊形成薄皮，再鏟入滷湯，放入芫荽、豬肉、豬血、海鮮、滷料及油條。                                                                                            |
| 食飯米 | 米芳     | 或稱「米香」。米煮熟後曬乾，入鍋油炸撈起，與炒花生、熬熱的麥芽膏混合均勻，擀成厚片， 冷卻後切塊食用。                                                                   |
| 糯米   | 油飯     | 糯米浸泡後，瀝乾蒸熟，先行翻炒配料及調味料，加入糯米飯攪拌翻炒均勻，再放入芫荽。                                                                                        |
| 糯米   | 肉粽     | 糯米洗淨與油蔥酥、滷汁翻炒，加上滷三層肉、香菇、筍乾、魷魚乾、蝦米、調味料， 及蓮子或栗子、雞蛋或鴨蛋，以竹葉包裹綑好，浸入沸水煮熟。                                   |
| 糯米   | 豆粽     | 主要添加豆類做為粽料。 |
| 糯米   | 鹼粽     | 糯米浸泡鹼水後，以竹葉包裹綑好浸入沸水煮熟，可沾糖食用或切片煎至外表焦脆。                                                                                              |
| 糯米   | 糯米腸   | 豬大腸去除油脂後洗淨，填入浸泡過的糯米，兩頭束緊蒸熟。可切片煎至外表焦脆沾白糖食用。                                                                                    |
| 糯米   | 米血糕   | 糯米浸泡後，加入新鮮液體豬血攪拌均勻蒸熟。可切塊沾花生粉、薑醋汁或油炸、煮湯食用。                                                                                      |
| 糯米   | 雙糕潤   | 糯米浸泡後磨碎，舂至適當的黏性，分別加入紅、白糖貼合出雙色雙層或三層糕體， 灑上配料後蒸熟，切塊食用。                                                                   |
| 糯米   | 茯苓糕   | 糯米粉、茯苓粉及糖粉混合均勻過篩後，沾水產生顆粒，將顆粒揉細，再重複將溼粉過篩、揉細。 放一層濕粉入蒸籠，鋪上餡料，再覆蓋一層濕粉，蒸熟後切塊食用。                     |
| 糯米   | 桔紅糕   | 炒糯米粉、蜜製金桔碎末及紅麴粉加入糖水攪拌，分小團搓成長條，再切出小圓柱沾滿白糖。                                                                                      |
| 糯米   | 紅龜粿   | 糯米加水研磨成漿，以食用紅粉染色，填入豆沙、花生或芝麻甜餡，蒸熟後用龜粿模壓出花紋。                                                                                    |
| 糯米   | 鼠麴粿   | 做法與紅龜粿相似，改以鼠麴草混入糯米團染色。 |
| 糯米   | 麻蓼     | 或稱「麻粩」、「麻棗」。糯米浸泡後蒸熟，舂出適當黏性，米團切成長條後曬乾，入鍋油炸撈起。 與麥芽糖漿翻炒，再沾上炒熱的芝麻粒並覆蓋整個表面。                             |
| 糯米   | 鹼糍     | 糯米浸泡草鹼水，磨漿去除水分舂製而成的麻糍。 |
| 藿米   | 藿米糍   | 藿米蒸熟，再舂製而成。可加糖或以配料拌炒為鹹食。 |
| 澱粉   | 炒冬粉   | 冬粉浸泡軟化，先行翻炒配料，再加入冬粉繼續翻炒並調味。 |
| 番薯   | 番薯粉團 | 番薯粉加水與配料攪拌均勻，分次捏出小團後煎炒或蒸熟，可和蔬菜、海鮮、米粉、麵線煮成鹹湯。                                                                                |
| 番薯   | 炸棗     | 番薯泥與糯米粉、白糖攪拌均勻後分成小丸或小圓條，包入餡料入鍋油炸。 |
| 芋頭   | 八寶芋泥 | 芋頭去皮後蒸熟，擀成芋泥，與油蔥酥、糖、豬油攪拌均勻後，以一半芋泥鋪底， 放入八種配料製成的內餡，再覆蓋另一半芋泥，進行第二次蒸煮。                                     |
| 芋頭   | 芋圓     | 芋籤（芋頭刨絲）與番薯粉攪拌，分次捏成丸，包入豬肉、蝦米、蔥花、調味料製成的內餡， 蒸熟後可沾糖粉、花生粉、辣醬或煮大骨湯食用。                                         |
| 芋頭   | 芋包     | 白米磨漿和芋泥攪拌均勻，擠出水份，以一半鋪底，放入甜餡或鹹餡，再覆蓋另一半進行蒸煮。                                                                                    |
| 大豆   | 豆奶     | 即豆漿。 |
| 大豆   | 豆腐花   | 即豆花，可放入甜湯或加入滷料食用，甜鹹均有。 |
| 大豆   | 水靈丸   | 豆腐壓成泥並擠出水份，將碎香菇、碎花生、蔬菜與豆腐泥、調味料攪拌均勻，分次捏成丸狀蒸熟。                                                                                |
| 綠豆   | 翰林糕   | 即綠豆糕。 |
| 綠豆   | 綠豆粉粿 | 綠豆浸泡後磨漿，除去渣滓，再沉澱曬乾製成綠豆粉。將綠豆粉混合糖水加熱，持續攪拌， 放涼後凝結成塊。                                                                       |
| 石花菜 | 石花膏   | 即洋菜凍，可加入配料及糖水食用。 |
| 仙草   | 仙草粿   | 即仙草凍，可加入配料及糖水食用。 |
| 糖     | 糖       | 麥芽膏、明糖、貢糖。 |
| 蔬果乾 | 柿餅     | 柿乾。 |
| 蔬果乾 | 檬脯     | 檸檬乾。 |
| 蔬果乾 | 蜜橘     | 以大金橘蜜漬。 |
| 蔬果乾 | 冬瓜條   | 冬瓜條浸泡石灰水，加糖熬煮成冬瓜糖。 |
| 茶酒   | 酒       | 糯米酒、米燒酒、番薯酒、高粱酒、紹興酒。 |
| 茶酒   | 茶       | 石亭綠、烏龍茶（茶種相當多樣）。 |

### 服飾
早期服飾為漢服或唐裝，現代大多以西裝或襯衫為主要服飾。
- 惠安女
- 蟳埔女

| 年代       | 男裝                                                              | 女裝                                                                              |
| ---------- | ----------------------------------------------------------------- | --------------------------------------------------------------------------------- |
| 清末 民國  | - 大襟衫、大襟長衫、長袍、馬褂、馬甲、寬筒褲 - 中山裝、短衫、大衣 | - 大襟衫、襖、馬甲、寬筒褲、四幅裙、百褶裙、肚裙、長褲裙 - 旗袍、短衫、大衣、羅裙 |
| 50~70 年代 | 中山裝、列寧裝、幹部服、青年裝、綠色軍裝                          | 中山裝、列寧裝、幹部服、青年裝、綠色軍裝                                          |

## 宗教

### 佛教
| 朝代 | 南嶽系 | 南嶽系                                                 | 南嶽系                                      | 南嶽系                                      | 青原系     | 青原系     | 青原系                                      |
| 朝代 | 臨濟宗 | 臨濟宗                                                 | 臨濟宗                                      | 臨濟宗                                      | 曹洞宗     | 雲門宗     | 法眼宗                                      |
| ---- | --- | ------------------------------------------------------ | ------------------------------------------- | ------------------------------------------- | ---------- | ---------- | ------------------------------------------- |
| 唐   | |                                                        |                                             |                                             | - 小谿行傳 |            |                                             |
| 五代 | |                                                        |                                             |                                             |            | - 雲臺省因 | - 雲居清錫 - 上方慧英 - 羅漢守仁 - 羅漢智依 |
| 宋   | - 涼峰洞淵                                                                                                  | - 涼峰洞淵                                             | - 涼峰洞淵                                  | - 涼峰洞淵                                  |            |            |                                             |
| 宋   | 黃龍派 | 楊岐派                                                 | 楊岐派                                      | 楊岐派                                      |            |            |                                             |
| 宋   | - 黃龍慧南 - 開元子琦 - 保福本權 - 南峰永程 - 尊勝有朋 - 承天禧寶 - 慧明雲 - 萬年法一 - 乾峰圓慧 - 鼓山祖珍 | - 淨眾了璨 - 延福慧升                                  | - 淨眾了璨 - 延福慧升                       | - 淨眾了璨 - 延福慧升                       |            |            |                                             |
| 宋   | | 徑山派                                                 | 虎丘派                                      | 虎丘派                                      |            |            |                                             |
| 宋   | | - 徑山宗杲 - 教忠彌光 - 法石慧空 - 藏叟善珍 - 鼓山祖鑒 | - 法石元智                                  | - 法石元智                                  |            |            |                                             |
| 宋   | | 破庵派                                                 |                                             |                                             |            |            |                                             |
| 元   | |                                                        | - 開元妙恩 - 開元契祖 - 開元如炤 - 開元大圭 | - 開元妙恩 - 開元契祖 - 開元如炤 - 開元大圭 |            |            |                                             |
| 明清 | |                                                        | - 行彌亘信 - 如幻超弘 - 南山超元            | - 行彌亘信 - 如幻超弘 - 南山超元            | - 潔菴正映 |            |                                             |

### 民間信仰
觀音、關帝、媽祖、哪吒、王爺與玄天上帝基本上是闽南民系共通的民間信仰，在明鄭時移民的臺灣闽南民系多半信奉明朝的護國海神玄天上帝，到了滿清中葉後移民臺灣的闽南民系逐漸信奉媽祖。帶來航海安全的媽祖信仰是闽南民系的特色宗教，在闽南民系的聚居地可見到許許多多的媽祖廟。自明清開始，闽南民系開始向海上貿易發展，北至天津南至爪哇，幾乎都有著闽南民系的足跡。也因此，媽祖信仰亦跟隨著闽南民系的擴張遍布沿海地區。
此外，由於是移墾社會，時常祭拜土地神，且因土地神能掌握農業以外，又能保佑商業與旅途，故視為重要神靈，以做牙為土地神祭日。
各縣有各自的鄉土神：
永春直隸州、泉州府：
- 三邑：
觀音菩薩（不分地域，廣泛信仰的神靈，晉江視為鄉土神，晉江，又稱泉安）、
倪府總管（晉江）、
青山王（惠安）、
廣澤尊王（南安、晉江十九都前坑鄉郭姓移民[74]）、
武惠尊王（又稱順正大王、俗稱紅祖公，晉江青陽移民、南安二十五都圳邊鄉胡姓移民[75]）、
清水祖師（南安）
- 安溪縣、永春直隸州：清水祖師、顯應祖師、法主公、雙忠尊王（尪公）、董公祖師、安溪城隍
- 同安縣：保生大帝（閩南地區廣泛信仰的神靈，同安視為鄉土神）、霞海城隍
- 同安縣金門：開浯恩主、蘇府王爺[76][77]
- 德化縣：三代祖師

漳州府：
- 跨縣信仰：開漳聖王、三官大帝、廣惠尊王（護國尊王）、保生大帝、五使公（大德禪師、楊府太師）、六使公、清水祖師、九龍三公、廣平尊王、良崗聖王、玉二聖母、伽藍尊王（例：薌城區西橋街道南星村上街社的昌姓家族[78]，當地清代屬龍溪縣十二三都詩墩保）、三山國王（原為廣東潮州信仰。隋開皇十一年（591年）的漳州部分地區曾屬潮州管轄，轄境為漳州梁山以南，包括平和西南地區和雲霄、東山、詔安全境[79]，次年（592年）改隸泉州龍溪縣；唐垂拱二年設立漳州，從泉州割龍溪縣南界地成立[80]。而《太平寰宇記》記載潮州晚至北宋仍屬廣州風俗區）
- 漳浦縣：輔信王公、古公三王
- 平和縣：三坪祖師
- 南靖縣：慚愧祖師
- 詔安縣：五顯大帝、武德尊侯

潮州府：三山國王、大峰祖師、保生大帝、珍珠娘娘、雙忠

### 基督宗教（天主教和新教）
| 團體                 | 傳入時間              | 傳教地區                                                                    |
| -------------------- | --------------------- | --------------------------------------------------------------------------- |
| 美國歸正會           | 道光二十年 （1840）   | 同安、漳州府城、龍溪、平和、安溪、南靖                                      |
| 西班牙多明我會       | 道光二十二年 （1842） | 同安、龍溪、海澄、漳州府城、泉州府城、晉江、惠安、南安、漳浦                |
| 英國倫敦會           | 道光二十四年 （1844） | 同安、漳州府城、惠安、長泰、晉江、龍巖、漳平                                |
| 英國長老會           | 道光三十年 （1850）   | 同安、海澄、漳浦、龍溪、晉江、泉州府城、 南安、安溪、詔安、永春、德化、雲霄 |
| 美國美以美會         | 同治三年 （1864）     | 永春、德化、大田、惠安                                                      |
| 英國安立甘會         | 同治十三年 （1874）   | 德化、永春、惠安                                                            |
| 法國巴黎會           | 光緒二十年 （1894）   | 詔安                                                                        |
| 美國浸信會           | 光緒二十七年 （1901） | 詔安                                                                        |
| 美國基督復臨安息日會 | 光緒三十年 （1904）   | 海澄、同安、泉州府城、惠安、龍溪                                            |

### 伊斯蘭教
| 蒙古入侵之前的政權 | 城市或屬地                                                                           |
| ------------------ | ------------------------------------------------------------------------------------ |
| 花剌子模王朝       | 大不里士、哈馬丹、加茲溫、德黑蘭、伊斯法罕、錫拉夫、設拉子、花剌子模、赫拉特、布哈拉 |
| 阿拔斯王朝         | 葉門、阿曼                                                                           |

## 習俗
闽南民系人與一般漢族相同，但相當重視祭祖與幽靈（尊稱為好兄弟），尤其重視農曆七月，將七月称為鬼月，流傳七月初一「开鬼门」、七月三十为「关鬼门」，時常在初一、十五及三十，祭拜无主孤魂，稱為中元普渡。在这个月中，闽南人不婚嫁、不祝寿、不乔迁、不办各种喜庆之事，惟恐将孤魂野鬼引进门。林再復認為鬼月之稱來自閩南。

### 節慶活動
| 月令          | 節慶活動      | 節慶活動 |
| ------------- | ------------- | --- |
| 正月          | 春節          | - 燃放鞭炮。 - 備甜食請上門拜年的親友「分甜」。 - 初一祭祖，初二回娘家，初三開始訪親會友以及宴客，初四迎神。 - 初五吃春飯（以除夕夜放置在灶台上的春飯摻和煮成乾飯食用，亦有初一吃壓歲飯）。 此日開工，各地恢復營業辦公。 - 攻炮城、舞龍舞獅。 |
| 正月          | 天誕          | - 又稱「天公生」。備牲禮果品祭拜，亦有做粿、演木偶戲。該习俗並非从北方传来，而是闽越人祭天习俗的延续，“天公”實為闽越传说中的“天帝”，民間常將其與道教的玉皇大帝混為一談。 |
| 正月          | 上元元宵      | - 搓湯圓，亦有包潤餅。 - 神祠、家廟懸掛花燈，外有大型的鰲山燈會、舞龍舞獅、各種民俗藝陣以及戲班搭台演出， 甚至相互較量。 - 廟宇供品經信徒向神明許願後取走，如願則來年加倍奉還供品。 在廈門則稱為「乞龜」，善男信女燒香跪拜，由「乞一還二」、「乞一還三」、「乞一還四」...， 不斷累加直至求得飯桌、蘿筐、碗口等大小相異的米製壽龜，於寺廟賬簿載明來年還願米龜的數目， 同時在龜身插上標籤為記。過後若有人相中此龜，則累加還願數目，並於龜身累加標籤乞得此龜。 最後得主於正月十六日後敲鑼打鼓迎請壽龜回家。 - 十五夜，上年新婚之新婦要重新穿上新娘禮服進宗祠祭祖、看花燈，而圍觀者向其投擲鞭炮， 俗稱「看新娘」（惠安亦有正月初一看新娘）。 未婚婦女則在家人陪同下，於神像前焚香跪拜，拈香出門朝擲茭所指的方向走去， 聽聞別人第一句話，請人推敲，以卜選婿的條件、婚事的成敗或吉凶，稱為「聽香」。 父母也會勸誡子女多說吉祥話，讓人聞得吉兆。 - 已婚未育的婦女，徘徊於燈下求添丁，稱為「穿燈腳」或「鑽燈腳」。 - 娘家要送花燈給新婚之新婦，謂之「出燈（出丁）」，祝早生貴子。 - 族內新婚或得子之家要掛燈誌慶，得子之家在宗祠掛燈稱為「添燈（添丁）」。 - 新添男丁的人家要出資在宗祠辦酒席，宴請全村有孫男的老人，稱「吃阿公桌」。 - 猜燈謎、攻炮城、盪鞦韆。 - 煮食蚵仔麵線求運途順利。 - 子女要遲睡為父母求壽。 |
| 正月          | 天穿          | - 漳州煮蚵仔糜、雞肉糜或豬肉糜「補天」。 - 廈門、泉州則在端午節時煎麥䭔或蚵䭔（蚵嗲）「補天」。 |
| 二月          | 頭牙          | - 灶神生日，以糕餅糖果祭拜。 - 土地公生（土地公聖誕），金紙、供品更加豐盛。 |
| 二月          | 春祭          | - 祭祖。 |
| 二月底 三月初 | 清明          | - 吃薄餅（春餅、潤餅），亦有炊清明粿。 - 祭掃墳墓，並在墳堆上撒白色墓紙、黃色墓紙或五色墓紙，俗稱「壓紙」、「獻紙」。 - 折柳懸於家門外，婦女成群出外踏青並摘柳或折麥菁插於頭上。 |
| 三月          | 立夏          | - 又稱「淹夏」。 - 製作麵條或磨麥調製粉漿加糖於鍋中烙薄餅卷餡製成「煎麥」、「麥卷煎」，祭拜田頭土地公， 祈求保佑莊稼不受病蟲害。 - 製作麵條，以蝦皮海鮮烹煮蝦麵食用，稱為「補夏」。 |
| 四月          | 浴佛          | - 釋迦摩尼佛聖誕（佛誕節），佛寺舉行浴佛（洗佛）法會，僧侶外出化緣，有時亦抬佛像，求百姓布施「洗佛錢」。 - 耕牛休息不犁田。 |
| 五月          | 端午          | - 家家戶戶包粽子。 - 在門前插艾草、菖蒲、鐵樹葉、榕樹枝或貼帶土的稻禾於門牆上辟邪。熏燒蒲根、川芎驅瘴趕蚊。 - 以雄黃攪酒飲用少許或噴灑屋內，並飲用午時的井水或菖蒲酒。 - 讓小孩佩帶雄黃袋（香料袋亦可），或塗抹雄黃於小兒臉上以辟邪。小孩臂上要結五色「長命線」， 或用彩線貼於額上。 - 曝曬書籍和衣物。 - 舉辦龍舟競渡，唱龍船歌，祭江、獻江。 |
| 六月          | 半年          | - 又稱為「做半年」，有初一、十五、十八三種。 - 搓湯圓，稱為「半年圓」，敬土地公，祈求保佑收成。 - 泉州亦有祭拜天公或漁村祭拜媽祖。 |
| 六月          | 天貺          | - 又稱「天門開」。 - 曝曬書籍、衣物或洗滌水井。 - 以新穀、時鮮果品祭祖，以米粽、新穀祭神農炎帝（仙公）。 - 給花甲以上老人制壽衣、吃麵線紅蛋祈壽，稱「六六福」。 |
| 六月          | 大暑          | - 以「四物」、「十全」等藥湯燉補。 |
| 七月          | 七夕          | - 又稱「乞巧」，婦女於是日晚間問卦預卜姻緣，或祈求七仙女賜給她們針線技藝心靈手巧。 - 女孩在此日穿耳，準備掛耳環。 - 又稱「婆姐生」，父母為家中未滿16歲小孩祭拜「婆姐」。 - 以糯米糖飯、海蟹、石榴、韭菜花等在床前祭拜「床公」、「床婆」， 焚化印有喜鵲、石榴的「烏銀花紙」，祈求小孩平安成長。 - 又稱「七娘媽生」，是日祭祀迎七娘媽（織女）下凡，父母為新生嬰兒認七娘媽為乾媽， 至16歲方舉行儀式解除關係。 |
| 七月          | 中元普度      | - 家家戶戶炊粿及供奉大量雞、鴨、魚、肉、瓜果及糕點，並在供品插上祈求平安的小旗子舉行祭祀， 甚至聘請戲班登臺演戲。 - 集資延請道士設壇作醮或僧人舉辦法會，進行祈福、禳災以及超度亡靈。 - 門口點「長明燈」或到溪邊放水燈。 |
| 七月          | 尾中元        | - 漁村準備牲禮果品到海邊祭拜海神。 |
| 八月          | 中秋          | - 土地公生（土地公成道）。 - 蒸番薯、芋頭或粿加上中秋餅（月餅）及柚祭拜祖先、神明和月娘。 - 月餅以大小分為六個等級，狀元餅最大如面盆（洗臉盆），秀才餅最小如銅錢，由大至小依序為： 狀元餅1個、榜眼餅2個、探花餅4個、進士餅8個、舉人餅16個、秀才餅32個。 以六個骰子擲紅取餅，直到餅盡，奪得狀元餅者，鳴放鞭炮慶祝，是為「賭狀元餅」， 又稱為「搏餅」。 - 婦女亦有「聽香」活動。 |
| 九月          | 重陽          | - 登高遊賞或至巖寺禮佛，孩童則成群結伴放風箏。 - 以粿或麻糍（麻糬）祭祖，以芋頭、番薯、甘蔗、紅柿餅、花生莢、柚子等製品祀神。 - 吃芋頭飯，取芋頭「輕」、「鬆」之意。 - 以「四物」、「十全」等藥湯燉補。 |
| 九月          | 霜降          | - 是日多吃紅柿，可益肺禦寒。 - 小女孩坐於井邊，由其母或穿耳婦女先以紅柿祭拜「井公」、「井婆」，再以鋼針穿耳， 並將鋼針丟入井中。 |
| 九月底 十月初 | 立冬          | - 又稱「交冬」。 - 製作麻糍（麻糬），稱為「交冬糍」，供奉土地公，慶賀作物豐收。 - 以藥湯燉補，稱為「補冬」。 |
| 十月          | 下元          | - 祭拜三官大帝，並於居家大廳前懸掛三盞玻璃宮燈，稱「三界公燈」。 |
| 十一月        | 冬至 （冬節） | - 又稱「小年」、「小年兜」。 - 各家都舂米或用糯米粉搓成紅、白兩色米丸，泉州亦捏製瓜果、禽畜魚蝦或金銀錠等吉祥物。 和糖或鹽煮成甜、鹹口味（亦有煮後撈起拌上白糖、花生粉、金桔糖），敬土地公、灶神和祖先， 然後合家吃丸，寄意團圓。 剩餘的紅丸，則黏貼於門扇、窗櫺、灶頭、樹幹、禽舍、畜舍、牛身以及各種用具之上， 酬謝神靈賜福，甚至將糖圓包在芥菜葉中餵食耕牛。 新喪人家不能搓丸，僅吃別人送來的丸。 如有家人外出未歸者，須把糯米粉曬乾，留待其歸來時，補食糖圓。 - 泉州亦有做粿、壽龜、菜包、潤餅以及蒸糕祝賀人壽年豐。 - 族居鄉村要開宗祠祭祖，宗族各房份要輪流承辦筵席，並依序擺列於祠堂之中。 - 閩南部分地區於此時掃墓。 |
| 十一月        | 封倉          | - 俗稱「做田秋」或「謝冬」。 - 晚穀登倉後，農家殺雞蒸粿敬土地神，設宴酬謝農友，慶祝收成。 |
| 十二月        | 尾牙          | - 土地公生（土地公聖誕），金紙、供品更加豐盛。 - 辦酒食敬「地基主」，又稱「尾祭」。 |
| 十二月        | 清塵          | - 對屋內四壁及家具、用具進行撣掃洗刷，除舊佈新。 |
| 十二月        | 送神          | - 備牲醴果品並焚化幢幡、長錢、甲仗、印有馬圖案的紙品（神馬、雲馬）送神上天。 |
| 十二月        | 除夕 （過年） | - 祭祖。 - 泉州亦有包潤餅。 - 用紅繩綁兩支甘蔗，寓意來年佳境如甘蔗節節甜美。 - 煮年夜飯時要撈出一碗「春飯」或「壓歲飯」，插上金花置於灶台上。 - 吃年夜飯要在桌下生一爐火烹煮菜餚或置一爐燒炭表示興旺，合家圍在一起，稱「圍爐」。 家中有人在外未歸，要在餐桌上為其擺設碗筷酒杯。 年夜飯後，祭拜灶神，送灶神上天，亦有除夕前送灶神。 禁止打破餐具或不吉利之言語。 飯後離席燃放鞭炮，謂之「辭歲」。 - 出嫁婦女一般不得在娘家過年，在娘家過年者不得上桌圍爐，只可在廚房用膳。 - 長輩要給自家和親朋晚輩紅包，稱「分年」或「壓歲」。 - 年夜要徹夜點「長明燈」守歲為父母求壽。 |

### 嫁娶
過去，闽南人嫁娶忌在農曆五、七、九月，因闽南话「五、误」同音；七月视为鬼月 ，「七月娶鬼某」；「九」又与「狗」同音，「九月狗头重，死某又死夫。」臺灣閩南俗諺： 「三月娶死妻，五月天地交，六月半年妻，七月娶冥妻，九月九头空。」故臺灣的閩南人舊日以農曆三、五、六、七、九月不適合嫁娶。

## 科舉與仕宦
- 明初詔安、平和、海澄三縣尚未置縣。
- 泉州府文進士多於漳州府，差距達到300餘人。
- 籍貫有爭議之文進士除外，得出下表數字。

| 地區   | 人數    |
| ------ | ------- |
| 晉江縣 | 達500人 |
| 漳浦縣 | 達130人 |
| 龍溪縣 | 達100人 |
| 同安縣 | 達100人 |
| 南安縣 | 達80人  |
| 惠安縣 | 達60人  |
| 長泰縣 | 達40人  |
| 安溪縣 | 達40人  |
| 海澄縣 | 達30人  |
| 平和縣 | 達20人  |
| 南靖縣 | 達20人  |
| 詔安縣 | 約20人  |

上表顯示，各地區文教發展程度並不一致，同一地區內亦有此種情形。以明清詔安地區為例，文進士皆來自濱海的三、四、五都等地。由多而少，依序為縣城所在的三都、東面較鄰近縣城的四都以及東山島的五都，無內陸地帶的二都（秀篆、官陂、太平、紅星）人士。
| 姓名   | 籍貫             | 出身                   |
| ------ | ---------------- | ---------------------- |
| 李旦   | 置縣以前漳浦四都 | 正德六年第三甲進士     |
| 葉亹   | 置縣以前漳浦三都 | 正德十六年第三甲進士   |
| 胡文   | 詔安四都         | 嘉靖三十五年第三甲進士 |
| 沈鈇   | 詔安三都         | 萬曆二年第三甲進士     |
| 胡士鰲 | 詔安四都         | 萬曆五年第三甲進士     |
| 蔡肇慶 | 詔安三都         | 萬曆十一年第三甲進士   |
| 林而興 | 詔安五都         | 萬曆四十一年第三甲進士 |
| 林日烺 | 詔安五都         | 萬曆四十四年第三甲進士 |
| 沈起津 | 詔安三都         | 天啟五年第二甲進士     |
| 楊觀吉 | 詔安五都         | 崇禎四年第三甲進士     |
| 胡丹詔 | 詔安四都         | 崇禎十三年第三甲進士   |
| 沈一葵 | 詔安三都         | 康熙四十五年第三甲進士 |
| 孫庭楷 | 詔安三都         | 康熙四十八年第三甲進士 |
| 楊大鴻 | 詔安三都         | 雍正十一年第三甲進士   |
| 謝彤詔 | 詔安三都         | 雍正十一年第三甲進士   |
| 陳天楷 | 詔安三都         | 乾隆十六年第三甲進士   |
| 陳丹心 | 詔安三都         | 乾隆十九年第三甲進士   |
| 林名世 | 詔安三都         | 乾隆二十二年第三甲進士 |
| 黃開泰 | 詔安四都         | 道光二十五年第三甲進士 |
| 林壬   | 詔安三都         | 光緒三年第二甲進士     |
| 李魁   | 詔安四都         | 光緒二十四年第三甲進士 |

### 文職
明代，籍貫位於漳泉兩府之文進士800餘人當中，二品文職官員有布政使56人、尚書24人、都御史9人，僅占8%~9%。

#### 六部
| 姓名   | 籍貫       | 出身                   | 官職                 |
| 姓名   | 籍貫       | 出身                   | 尚書 （正二品）      |
| ------ | ---------- | ---------------------- | -------------------- |
| 潘榮   | 龍溪       | 正統十三年第三甲進士   | 戶部尚書             |
| 蔡克廉 | 晉江       | 嘉靖八年第二甲進士     | 戶部尚書             |
| 黃光昇 | 晉江       | 嘉靖八年第三甲進士     | 戶部、刑部尚書       |
| 朱天球 | 漳浦       | 嘉靖二十九年第二甲進士 | 工部尚書             |
| 陳道基 | 同安、晉江 | 嘉靖二十九年第三甲進士 | 刑部尚書             |
| 林士章 | 漳浦       | 嘉靖三十八年第一甲進士 | 禮部尚書             |
| 黃鳳翔 | 晉江       | 隆慶二年第一甲進士     | 禮部尚書             |
| 戴燿   | 長泰       | 隆慶二年第三甲進士     | 兵部尚書             |
| 王用汲 | 晉江       | 隆慶二年第三甲進士     | 刑部尚書             |
| 黃克纘 | 晉江       | 萬曆八年第二甲進士     | 兵部、刑部、工部尚書 |
| 李廷機 | 晉江       | 萬曆十一年第一甲進士   | 禮部尚書             |
| 黃汝良 | 晉江       | 萬曆十四年第二甲進士   | 禮部尚書             |
| 史繼偕 | 晉江       | 萬曆二十年第一甲進士   | 禮部尚書             |
| 蘇茂相 | 晉江       | 萬曆二十年第二甲進士   | 戶部、刑部尚書       |
| 林學曾 | 晉江       | 萬曆二十年第三甲進士   | 戶部尚書             |
| 林欲棟 | 晉江       | 萬曆二十三年第二甲進士 | 工部尚書             |
| 張瑞圖 | 晉江       | 萬曆三十五年第一甲進士 | 禮部、戶部尚書       |
| 林欲楫 | 晉江       | 萬曆三十五年第二甲進士 | 禮部尚書             |
| 蔡思充 | 漳浦       | 萬曆三十五年第三甲進士 | 工部尚書             |
| 吳淳夫 | 晉江       | 萬曆三十八年第三甲進士 | 工部尚書             |
| 楊景辰 | 晉江       | 萬曆四十一年第二甲進士 | 禮部尚書             |
| 洪承疇 | 南安       | 萬曆四十四年第二甲進士 | 兵部尚書             |
| 蔣德璟 | 晉江       | 天啟二年第二甲進士     | 禮部、戶部尚書       |
| 黃景昉 | 晉江       | 天啟五年第二甲進士     | 禮部、戶部尚書       |

#### 都察院
| 姓名   | 籍貫       | 出身                   | 官職                   | 官職                | 官職               |
| 姓名   | 籍貫       | 出身                   | 僉都御史 （正四品）    | 副都御史 （正三品） | 都御史 （正二品）  |
| ------ | ---------- | ---------------------- | ---------------------- | ------------------- | ------------------ |
| 朱鑒   | 晉江       | 永樂十五年舉人         |                        | 右副都御史          |                    |
| 吳原   | 漳浦       | 天順八年第二甲進士     | 右僉都御史             |                     |                    |
| 魏富   | 龍溪       | 成化二年第三甲進士     | 右僉都御史             |                     |                    |
| 戴時宗 | 長泰       | 正德九年第二甲進士     | 右僉都御史             |                     |                    |
| 張岳   | 惠安       | 正德十二年第三甲進士   | 右僉都御史、左僉都御史 | 右副都御史          | 右都御史           |
| 邱養浩 | 晉江       | 正德十六年第三甲進士   | 右僉都御史             |                     |                    |
| 蔡克廉 | 晉江       | 嘉靖八年第二甲進士     | 右僉都御史             | 右副都御史          |                    |
| 黃光昇 | 晉江       | 嘉靖八年第三甲進士     | 右僉都御史             | 右副都御史          |                    |
| 傅鎮   | 同安       | 嘉靖十一年第三甲進士   |                        | 右副都御史          |                    |
| 康朗   | 惠安       | 嘉靖十四年第二甲進士   | 右僉都御史             | 右副都御史          |                    |
| 洪朝選 | 同安       | 嘉靖二十年第二甲進士   | 右僉都御史             | 右副都御史          |                    |
| 蔡文   | 龍溪、南靖 | 嘉靖二十六年第二甲進士 |                        | 右副都御史          |                    |
| 朱天球 | 漳浦       | 嘉靖二十九年第二甲進士 |                        | 右副都御史          | 右都御史           |
| 陳道基 | 同安、晉江 | 嘉靖二十九年第三甲進士 | 右僉都御史             |                     |                    |
| 吳善   | 龍溪       | 嘉靖四十一年第二甲進士 |                        | 右副都御史          |                    |
| 林喬相 | 晉江       | 嘉靖四十一年第二甲進士 |                        | 右副都御史          |                    |
| 莊國禎 | 晉江       | 嘉靖四十一年第三甲進士 |                        | 右副都御史          |                    |
| 詹仰庇 | 安溪       | 嘉靖四十四年第三甲進士 | 右僉都御史、左僉都御史 | 左副都御史          |                    |
| 戴燿   | 長泰       | 隆慶二年第三甲進士     | 右僉都御史             | 右副都御史          | 右都御史           |
| 王用汲 | 晉江       | 隆慶二年第三甲進士     |                        | 右副都御史          |                    |
| 蔡應科 | 龍溪       | 隆慶二年第三甲進士     |                        | 右副都御史          | 右都御史           |
| 陳用賓 | 晉江       | 隆慶五年第三甲進士     | 右僉都御史             | 右副都御史          | 右都御史           |
| 郭惟賢 | 晉江       | 萬曆二年第三甲進士     | 右僉都御史、左僉都御史 | 左副都御史          |                    |
| 黃克纘 | 晉江       | 萬曆八年第二甲進士     | 右僉都御史             | 右副都御史          |                    |
| 王應麟 | 龍溪       | 萬曆八年第三甲進士     |                        | 右副都御史          |                    |
| 林欲廈 | 晉江       | 萬曆十四年第二甲進士   |                        | 右副都御史          |                    |
| 蘇茂相 | 晉江       | 萬曆二十年第二甲進士   | 右僉都御史             |                     |                    |
| 蔡復一 | 同安       | 萬曆二十三年第二甲進士 | 右僉都御史             | 右副都御史          |                    |
| 趙世徵 | 晉江       | 萬曆二十三年第三甲進士 | 右僉都御史             |                     |                    |
| 呂圖南 | 南安、晉江 | 萬曆二十六年第三甲進士 |                        |                     | 右都御史、左都御史 |
| 張維樞 | 晉江       | 萬曆二十六年第三甲進士 | 右僉都御史             | 右副都御史          |                    |
| 周起元 | 海澄       | 萬曆二十九年第三甲進士 | 右僉都御史             |                     |                    |
| 莊欽鄰 | 晉江       | 萬曆二十九年第三甲進士 |                        |                     | 右都御史           |
| 張廷拱 | 同安       | 萬曆二十九年第三甲進士 | 右僉都御史             |                     |                    |
| 吳淳夫 | 晉江       | 萬曆三十八年第三甲進士 |                        | 右副都御史          | 右都御史           |
| 馬鳴起 | 龍溪       | 萬曆三十八年第三甲進士 |                        |                     | 右都御史           |
| 王志道 | 漳浦       | 萬曆四十一年第三甲進士 |                        | 左副都御史          |                    |
| 洪承疇 | 南安       | 萬曆四十四年第二甲進士 | 右僉都御史             | 右副都御史          |                    |
| 林日烺 | 詔安       | 萬曆四十四年第三甲進士 | 右僉都御史             |                     |                    |
| 顏繼祖 | 龍溪       | 萬曆四十七年第三甲進士 | 右僉都御史             |                     |                    |
| 曾化龍 | 晉江       | 萬曆四十七年第三甲進士 | 右僉都御史             |                     |                    |
| 陳士奇 | 鎮海衛     | 天啟五年第三甲進士     | 右僉都御史             |                     |                    |

#### 巡撫
| 官職     | 姓名籍貫               | 姓名籍貫                     |
| 官職     | 漳州藉                 | 泉州籍                       |
| -------- | ---------------------- | ---------------------------- |
| 順天巡撫 | 魏富                   | 陳道基                       |
| 大同巡撫 |                        | 張廷拱                       |
| 山西巡撫 |                        | 朱鑒                         |
| 延綏巡撫 |                        | 洪承疇                       |
| 陝西巡撫 | 胡廷宴                 | 張維樞、洪承疇               |
| 甘肅巡撫 | 林日烺                 |                              |
| 登萊巡撫 |                        | 曾化龍                       |
| 山東巡撫 | 顏繼祖                 | 洪朝選、黃克纘               |
| 鳳陽巡撫 |                        | 蔡克廉、蘇茂相               |
| 應天巡撫 | 戴時宗、王應麟、周起元 | 陳道基                       |
| 浙江巡撫 | 吳原                   | 蘇茂相                       |
| 江西巡撫 |                        | 張岳、邱養浩、蔡克廉、莊國禎 |
| 湖廣巡撫 |                        | 郭惟賢                       |
| 四川巡撫 | 陳士奇                 | 邱養浩、黃光昇               |
| 雲南巡撫 |                        | 陳用賓、蔡侃                 |
| 貴州巡撫 | 蔡文                   | 康朗、林喬相、蔡復一         |
| 廣西巡撫 | 吳善、戴燿、蔡應科     | 林欲廈、趙世徵               |
| 廣東巡撫 | 戴燿                   |                              |
| 兩廣巡撫 |                        | 張岳                         |

#### 參政、按察使、布政使
| 姓名   | 籍貫       | 出身                   | 官職                             | 官職                  | 官職                                                |
| 姓名   | 籍貫       | 出身                   | 參政 （從三品）                  | 按察使 （正三品）     | 布政使 （從二品）                                   |
| ------ | ---------- | ---------------------- | -------------------------------- | --------------------- | --------------------------------------------------- |
| 單玹   | 漳浦       | 洪武年間薦辟           | 江西左參政                       |                       |                                                     |
| 朱鑒   | 晉江       | 永樂十五年舉人         | 山西左參政                       |                       | 山西右布政使                                        |
| 陳亶   | 漳浦       | 正統元年第三甲進士     |                                  |                       | 廣東右布政使 廣東左布政使                           |
| 吳森   | 漳浦       | 天順元年第二甲進士     | 浙江右參政                       |                       |                                                     |
| 林同   | 龍溪       | 天順四年第二甲進士     | 浙江右參政                       |                       | 廣東右布政使 廣東左布政使                           |
| 李汝嘉 | 晉江       | 天順八年第二甲進士     | 浙江右參政                       |                       |                                                     |
| 魏富   | 龍溪       | 成化二年第三甲進士     |                                  | 江西按察使            |                                                     |
| 吳瓌   | 漳浦       | 成化五年第三甲進士     | 雲南右參政                       |                       | 雲南右布政使                                        |
| 陳睿   | 惠安       | 成化十一年第三甲進士   | 貴州左參政                       |                       |                                                     |
| 李雍   | 晉江       | 弘治六年第三甲進士     | 廣東左參政                       |                       |                                                     |
| 顧珀   | 晉江       | 弘治十二年第三甲進士   | 河南右參政                       |                       | 江西左布政使                                        |
| 林魁   | 龍溪       | 弘治十五年第二甲進士   | 廣東右參政                       |                       |                                                     |
| 留志淑 | 晉江       | 弘治十八年第三甲進士   | 湖廣右參政                       | 浙江按察使 江西按察使 | 浙江右布政使                                        |
| 劉友仁 | 漳浦       | 正德九年第二甲進士     | 湖廣左參政 河南右參政 浙江右參政 |                       |                                                     |
| 楊表   | 龍溪       | 正德九年第二甲進士     | 廣西右參政                       |                       |                                                     |
| 張岳   | 惠安       | 正德十二年第三甲進士   | 浙江左參政 廣東左參政            |                       |                                                     |
| 王慎中 | 晉江       | 嘉靖五年第二甲進士     | 河南右參政                       |                       |                                                     |
| 洪富   | 晉江       | 嘉靖八年第二甲進士     | 四川左參政                       |                       |                                                     |
| 蔡克廉 | 晉江       | 嘉靖八年第二甲進士     | 浙江右參政                       | 江西按察使            | 江西右布政使                                        |
| 黃光昇 | 晉江       | 嘉靖八年第三甲進士     | 四川左參政                       | 廣東按察使            | 四川右布政使 四川左布政使                           |
| 林功懋 | 漳浦       | 嘉靖十一年第三甲進士   | 河南左參政                       |                       |                                                     |
| 傅鎮   | 同安       | 嘉靖十一年第三甲進士   | 廣西右參政                       | 江西按察使            | 浙江右布政使 湖廣左布政使                           |
| 康朗   | 惠安       | 嘉靖十四年第二甲進士   | 江西左參政                       | 江西按察使            | 浙江右布政使 河南右布政使                           |
| 王春復 | 晉江       | 嘉靖十七年第三甲進士   | 廣西右參政                       |                       |                                                     |
| 洪朝選 | 同安       | 嘉靖二十年第二甲進士   | 廣西右參政 山西右參政            |                       |                                                     |
| 盧岐嶷 | 長泰       | 嘉靖二十三年第三甲進士 | 雲南右參政                       | 貴州按察使            |                                                     |
| 王惟恕 | 長泰       | 嘉靖二十六年第二甲進士 | 廣西左參政                       |                       |                                                     |
| 王春澤 | 漳浦       | 嘉靖二十六年第二甲進士 | 山東右參政                       |                       |                                                     |
| 蔡文   | 龍溪、南靖 | 嘉靖二十六年第二甲進士 | 江西右參政                       | 浙江按察使            | 河南右布政使 貴州左布政使                           |
| 莊朝賓 | 惠安       | 嘉靖二十六年第二甲進士 | 貴州左參政 廣西左參政            |                       |                                                     |
| 林一新 | 晉江       | 嘉靖二十六年第二甲進士 | 雲南左參政                       | 四川按察使            | 雲南右布政使                                        |
| 王健   | 漳浦       | 嘉靖二十六年第三甲進士 | 浙江右參政                       |                       |                                                     |
| 莊應禎 | 惠安       | 嘉靖二十六年第三甲進士 | 廣西右參政                       | 廣西按察使            | 廣東右布政使                                        |
| 薛天華 | 晉江       | 嘉靖二十九年第二甲進士 | 浙江左參政                       | 廣東按察使            | 廣東右布政使 廣東左布政使                           |
| 鄭一龍 | 惠安       | 嘉靖二十九年第三甲進士 | 江西左參政                       |                       |                                                     |
| 陳道基 | 同安、晉江 | 嘉靖二十九年第三甲進士 | 廣西左參政                       | 浙江按察使            |                                                     |
| 王應顯 | 漳浦       | 嘉靖二十九年第三甲進士 | 雲南右參政                       | 雲南按察使            | 浙江右布政使 浙江左布政使                           |
| 史朝宜 | 晉江       | 嘉靖三十二年第三甲進士 | 浙江左參政                       | 廣東按察使            | 湖廣右布政使                                        |
| 許宗鎰 | 晉江       | 嘉靖三十二年第三甲進士 | 浙江右參政                       |                       |                                                     |
| 吳善   | 龍溪       | 嘉靖四十一年第二甲進士 | 四川右參政                       | 四川按察使            | 廣西右布政使 江西左布政使                           |
| 林喬相 | 晉江       | 嘉靖四十一年第二甲進士 | 浙江左參政                       | 廣東按察使            | 河南右布政使 雲南左布政使                           |
| 吳從憲 | 晉江       | 嘉靖四十一年第三甲進士 | 浙江右參政                       |                       |                                                     |
| 周標   | 晉江       | 嘉靖四十一年第三甲進士 | 江西左參政                       |                       |                                                     |
| 黃思近 | 南安       | 嘉靖四十一年第三甲進士 | 雲南左參政                       |                       |                                                     |
| 莊國禎 | 晉江       | 嘉靖四十一年第三甲進士 | 廣西右參政                       | 廣東按察使            | 雲南右布政使 江西左布政使 河南左布政使              |
| 林梓   | 漳浦       | 嘉靖四十四年第二甲進士 | 湖廣右參政 廣西右參政            | 廣西按察使            | 廣東右布政使 四川左布政使                           |
| 賴庭檜 | 晉江       | 嘉靖四十四年第二甲進士 | 四川右參政                       | 四川按察使            |                                                     |
| 張純   | 漳浦       | 嘉靖四十四年第二甲進士 | 江西右參政                       | 山東按察使            |                                                     |
| 林偕春 | 漳浦       | 嘉靖四十四年第三甲進士 | 湖廣右參政                       |                       |                                                     |
| 洪邦光 | 同安       | 隆慶二年第二甲進士     | 貴州左參政                       | 四川按察使            |                                                     |
| 葉明元 | 同安       | 隆慶二年第二甲進士     | 廣西右參政                       |                       |                                                     |
| 王任重 | 晉江       | 隆慶二年第三甲進士     | 雲南右參政                       | 山東按察使            | 雲南右布政使                                        |
| 楊道會 | 晉江       | 隆慶二年第三甲進士     |                                  | 湖廣按察使            | 湖廣右布政使 湖廣左布政使                           |
| 戴燿   | 長泰       | 隆慶二年第三甲進士     | 江西右參政                       | 江西按察使            | 雲南右布政使 雲南左布政使 陝西左布政使              |
| 蔡應科 | 龍溪       | 隆慶二年第三甲進士     | 陝西右參政                       | 廣東按察使            | 廣東右布政使                                        |
| 蔡貴易 | 同安       | 隆慶二年第三甲進士     | 貴州左參政                       | 浙江按察使            |                                                     |
| 林一材 | 同安       | 隆慶五年第二甲進士     | 雲南右參政 山西左參政 廣西右參政 |                       |                                                     |
| 楊佩訓 | 晉江       | 隆慶五年第二甲進士     | 廣西右參政 貴州右參政            |                       |                                                     |
| 周良寅 | 晉江       | 隆慶五年第三甲進士     | 浙江右參政                       |                       |                                                     |
| 鄭時章 | 龍溪       | 隆慶五年第三甲進士     | 江西左參政                       |                       |                                                     |
| 張治具 | 晉江       | 隆慶五年第三甲進士     | 江西右參政                       | 四川按察使            |                                                     |
| 陳用賓 | 晉江       | 隆慶五年第三甲進士     | 浙江右參政                       | 浙江按察使            | 湖廣右布政使                                        |
| 韓濟   | 龍溪       | 萬曆二年第二甲進士     | 湖廣右參政                       |                       |                                                     |
| 蔡國炳 | 晉江       | 萬曆二年第三甲進士     | 廣東左參政 廣西右參政            |                       |                                                     |
| 張佐治 | 平和       | 萬曆二年第三甲進士     | 山東右參政                       |                       |                                                     |
| 蘇濬   | 晉江       | 萬曆五年第二甲進士     | 廣西左參政                       |                       |                                                     |
| 許國瓚 | 晉江       | 萬曆五年第二甲進士     | 廣西右參政                       | 山東按察使            | 江西右布政使                                        |
| 陳一洙 | 漳浦       | 萬曆五年第三甲進士     | 江西右參政                       | 四川按察使            |                                                     |
| 黃曰謹 | 鎮海衛     | 萬曆五年第三甲進士     | 江西右參政                       | 四川按察使 江西按察使 |                                                     |
| 黃克纘 | 晉江       | 萬曆八年第二甲進士     | 湖廣左參政                       | 山東按察使            | 山東右布政使 山東左布政使                           |
| 薛士彥 | 漳浦       | 萬曆八年第二甲進士     | 江西右參政                       | 四川按察使            | 廣西右布政使 雲南左布政使                           |
| 洪有復 | 南安、晉江 | 萬曆八年第三甲進士     | 廣東右參政                       | 浙江按察使            | 湖廣右布政使 湖廣左布政使                           |
| 王應麟 | 龍溪       | 萬曆八年第三甲進士     | 四川右參政                       | 四川按察使            | 四川右布政使 江西左布政使                           |
| 郭廷良 | 漳浦       | 萬曆十一年第二甲進士   | 貴州左參政 廣西右參政            | 廣西按察使            |                                                     |
| 李開芳 | 永春       | 萬曆十一年第二甲進士   | 江西左參政                       | 江西按察使            | 江西右布政使                                        |
| 王道顯 | 同安       | 萬曆十一年第三甲進士   | 浙江右參政                       | 湖廣按察使            |                                                     |
| 劉會   | 惠安       | 萬曆十一年第三甲進士   | 江西右參政                       |                       |                                                     |
| 蔡守愚 | 同安       | 萬曆十四年第二甲進士   | 四川右參政                       | 四川按察使            | 四川右布政使 雲南左布政使                           |
| 陳鳴華 | 晉江       | 萬曆十四年第二甲進士   | 湖廣右參政                       | 湖廣按察使            |                                                     |
| 陳濂   | 惠安       | 萬曆十四年第二甲進士   | 廣東右參政                       |                       |                                                     |
| 洪澄源 | 晉江       | 萬曆十四年第二甲進士   | 貴州右參政                       | 貴州按察使 山西按察使 | 雲南右布政使                                        |
| 林欲廈 | 晉江       | 萬曆十四年第二甲進士   | 江西左參政                       | 河南按察使            | 廣西右布政使 廣西左布政使                           |
| 戴燝   | 長泰       | 萬曆十四年第三甲進士   | 四川右參政                       | 四川按察使            |                                                     |
| 蔡獻臣 | 同安       | 萬曆十七年第二甲進士   | 湖廣右參政                       | 湖廣按察使            |                                                     |
| 王志遠 | 漳浦       | 萬曆十七年第二甲進士   | 湖廣右參政                       | 湖廣按察使            | 四川右布政使 江西左布政使 河南右布政使 廣東左布政使 |
| 莊懋華 | 晉江       | 萬曆十七年第三甲進士   | 四川右參政                       |                       | 湖廣右布政使 湖廣左布政使                           |
| 潘洙   | 晉江       | 萬曆十七年第三甲進士   | 江西左參政 浙江左參政            | 廣西按察使            | 江西右布政使 廣東左布政使                           |
| 洪啓睿 | 南安、晉江 | 萬曆二十年第二甲進士   | 浙江右參政                       | 浙江按察使            | 浙江右布政使 浙江左布政使                           |
| 李叔元 | 晉江       | 萬曆二十年第二甲進士   | 浙江左參政                       | 江西按察使            | 廣東右布政使 湖廣左布政使                           |
| 楊一葵 | 漳浦       | 萬曆二十年第三甲進士   | 浙江左參政                       | 貴州按察使            | 雲南右布政使                                        |
| 蘇宇庶 | 晉江       | 萬曆二十年第三甲進士   | 廣東右參政 山東右參政            |                       |                                                     |
| 陳亮采 | 晉江       | 萬曆二十三年第二甲進士 | 廣東左參政 山東右參政            | 浙江按察使 江西按察使 |                                                     |
| 周維京 | 晉江       | 萬曆二十三年第二甲進士 | 湖廣右參政                       | 廣東按察使            | 四川右布政使 浙江左布政使                           |
| 林欲棟 | 晉江       | 萬曆二十三年第二甲進士 |                                  | 湖廣按察使            | 江西右布政使 江西左布政使                           |
| 蔡復一 | 同安       | 萬曆二十三年第二甲進士 | 湖廣右參政 湖廣左參政            |                       | 山西右布政使 山西左布政使                           |
| 戴廷詔 | 南安、晉江 | 萬曆二十三年第二甲進士 | 四川右參政                       | 江西按察使            | 江西右布政使                                        |
| 胡廷宴 | 漳浦       | 萬曆二十三年第三甲進士 | 廣西右參政                       | 廣西按察使            | 浙江右布政使 陝西左布政使                           |
| 趙世徵 | 晉江       | 萬曆二十三年第三甲進士 | 雲南右參政                       | 雲南按察使            | 廣西右布政使 廣西左布政使                           |
| 蔡增譽 | 晉江       | 萬曆二十六年第二甲進士 | 江西左參政                       |                       |                                                     |
| 張維樞 | 晉江       | 萬曆二十六年第三甲進士 |                                  |                       | 山西右布政使 陝西右布政使                           |
| 王畿   | 晉江       | 萬曆二十六年第三甲進士 | 江西右參政                       |                       | 山西右布政使 浙江左布政使                           |
| 曾應棨 | 海澄       | 萬曆二十九年第二甲進士 | 湖廣右參政                       |                       |                                                     |
| 蔡立敬 | 晉江       | 萬曆二十九年第二甲進士 | 浙江左參政                       |                       |                                                     |
| 林宰   | 漳浦       | 萬曆二十九年第三甲進士 | 江西左參政                       | 四川按察使            | 四川右布政使 四川左布政使                           |
| 莊毓慶 | 惠安       | 萬曆二十九年第三甲進士 | 四川右參政                       | 湖廣按察使            | 廣西右布政使                                        |
| 潘瀾   | 晉江       | 萬曆三十二年第二甲進士 | 湖廣右參政 廣東右參政            | 陝西按察使 廣西按察使 |                                                     |
| 江灝   | 漳浦       | 萬曆三十二年第二甲進士 | 浙江右參政                       |                       |                                                     |
| 楊瑩鍾 | 長泰       | 萬曆三十二年第二甲進士 |                                  | 廣東按察使            | 廣西右布政使 廣西左布政使                           |
| 洪纖若 | 同安       | 萬曆三十二年第二甲進士 | 廣東右參政                       |                       |                                                     |
| 陳鑣   | 漳浦       | 萬曆三十二年第三甲進士 | 廣西右參政                       | 廣西按察使            |                                                     |
| 蔡侃   | 晉江       | 萬曆三十五年第二甲進士 | 江西左參政                       | 江西按察使 雲南按察使 | 雲南右布政使 雲南左布政使                           |
| 李佺臺 | 南安       | 萬曆三十五年第三甲進士 | 廣東右參政                       | 雲南按察使            | 湖廣右布政使 浙江左布政使                           |
| 戴熺   | 長泰       | 萬曆三十五年第三甲進士 | 廣東右參政                       | 河南按察使            | 廣東右布政使 廣西左布政使                           |
| 沈維毗 | 長泰       | 萬曆三十五年第三甲進士 | 江西右參政                       |                       |                                                     |
| 吳廷爚 | 漳浦       | 萬曆四十一年第二甲進士 | 江西右參政                       |                       |                                                     |
| 洪承疇 | 南安       | 萬曆四十四年第二甲進士 | 山東右參政 陝西右參政            |                       |                                                     |
| 謝宗澤 | 海澄       | 萬曆四十四年第二甲進士 | 江西左參政                       |                       |                                                     |
| 林日烺 | 詔安       | 萬曆四十四年第三甲進士 | 浙江左參政 江西右參政            | 浙江按察使            | 廣東右布政使 陝西左布政使                           |
| 張鑛   | 惠安       | 萬曆四十四年第三甲進士 | 浙江右參政 江西右參政            | 湖廣按察使            | 四川右布政使                                        |
| 曾化龍 | 晉江       | 萬曆四十七年第三甲進士 |                                  | 江西按察使            |                                                     |
| 黃日昌 | 晉江       | 天啟五年第二甲進士     |                                  | 廣東按察使            | 廣東左布政使                                        |
| 郭必昌 | 晉江       | 天啟五年第三甲進士     | 江西右參政                       |                       |                                                     |
| 謝玄珧 | 晉江、南安 | 天啟五年第三甲進士     | 浙江左參政                       |                       |                                                     |
| 張朝綖 | 同安、晉江 | 崇禎十三年第二甲進士   | 江西右參政                       |                       |                                                     |

## 古代人口
- 此處永春州僅原永春縣地區（不含德化、大田兩縣），龍巖州僅原龍巖縣地區（不含漳平、寧洋兩縣）。
- 漳州府城位於龍溪縣，泉州府城位於晉江縣。
- 漳州府人口多於泉州府，差距達到110萬人。
- 平均各縣人口，漳泉兩府皆達50萬人，大致相當。

| 地區   | 土著人口  | 流寓人口 | 總人口    |
| ------ | --------- | -------- | --------- |
| 龍溪縣 | 1,496,138 | 0        | 1,496,138 |
| 晉江縣 | 791,026   | 0        | 791,026   |
| 南靖縣 | 662,422   | 0        | 662,422   |
| 同安縣 | 658,964   | 0        | 658,964   |
| 惠安縣 | 482,797   | 0        | 482,797   |
| 海澄縣 | 453,317   | 6,974    | 460,291   |
| 詔安縣 | 358,323   | 10,176   | 368,499   |
| 南安縣 | 334,087   | 0        | 334,087   |
| 漳浦縣 | 303,390   | 270      | 303,660   |
| 永春州 | 297,341   | 0        | 297,341   |
| 安溪縣 | 254,765   | 0        | 254,765   |
| 龍巖州 | 158,698   | 8,626    | 167,324   |
| 平和縣 | 156,357   | 0        | 156,357   |
| 長泰縣 | 155,057   | 1,746    | 156,803   |
| 漳平縣 | 126,744   | 5,571    | 132,315   |
| 德化縣 | 100,955   | 8,175    | 109,130   |
| 大田縣 | 93,953    | 5,834    | 99,787    |
| 寧洋縣 | 36,426    | 6,821    | 43,247    |
| 南澳廳 | 14,778    | 0        | 14,778    |

### 流寓閩北
海上事業固然為閩南人群的經營重心，內陸地帶亦為擴張途徑之一。明清兩代歷經鄧茂七之亂、明清戰爭、三藩之亂、太平天國运动，同省的閩北地區迭遭動亂，本地土著人口相當規模的減少，使得外地人士選擇流寓閩北謀生，其中也包含了閩南移民。閩浙總督季芝昌奏摺提到：「延、建等屬各處棚民，大抵江西之人居多，其籍隸本省者，則多係漳、泉兩府及永春州三處之人。或開煽場，或煽鐵做紙，或燒磁（瓷）燒炭，託業雖各不同，要皆搭蓋棚廠，在山居住。」
| 地區   | 土著人口  | 流寓人口 | 總人口    |
| ------ | --------- | -------- | --------- |
| 建陽縣 | 1,887,446 | 276,283  | 2,163,729 |
| 甌寧縣 | 295,529   | 11,411   | 306,940   |
| 浦城縣 | 235,641   | 3,835    | 239,476   |
| 建安縣 | 189,803   | 37,331   | 227,134   |
| 永安縣 | 186,403   | 2,522    | 188,925   |
| 將樂縣 | 182,282   | 14,220   | 196,502   |
| 尤溪縣 | 178,958   | 15,305   | 194,263   |
| 南平縣 | 111,764   | 11,240   | 123,004   |
| 政和縣 | 94,543    | 18,967   | 113,510   |
| 崇安縣 | 88,337    | 20,927   | 109,264   |
| 順昌縣 | 85,467    | 3,285    | 88,752    |
| 松溪縣 | 84,132    | 6,016    | 90,148    |
| 沙縣   | 76,073    | 1,350    | 77,423    |

## 民系分支

閩南民系分布圖

根據閩南人所處的地區，又分為赣西閩南民系、温州閩南民系、福建閩南民系、廣東閩南民系、臺灣閩南民系以及東南亞等其他海外閩南民系，東南亞、歐美以及全世界海外等等。除此之外，在潮汕及海陸豐，福建地區，台湾，香港、新加坡。

### 福建
福建東北部的居民：寧德市福鼎市
福建北部的居民：南平市順昌縣
福建中部的居民：三明市大田縣、沙縣區
福建南部的居民：包含今泉州市、漳州市、廈門市、金門縣及龍岩市新羅區與漳平市
閩東福州為福建政治中心，距離江浙地區較近，受到吳越民系較大的影響，致使閩東、閩南語言有些不同。然而，閩南本地人群與福州民系同處於福建，人員往來頻繁，進入福州的泉漳闽南人被人數較多的當地人同化，部份福州人因此擁有闽南民系的淵源，兩地的血緣依然有相當程度的關聯性。以福清地區為例，由閩南遷入福清有40餘姓：陳、林、黃、張、王、李、吳、蔡、許、楊、鄭、洪、曾、周、劉、葉、郭、莊、蕭、何、施、廖、沈、江、方、康、潘、石、傅、詹、侯、紀、蔣、温、鍾、童、彭、丁、唐、韓、倪、伍。

### 廣東
由福建移居廣東的閩南人，包括明代、清代及以後由福建莆田及泉州、漳州移居粵東、珠三角以及粵西的閩南人，而潮汕地區的原居民和由福建莆田及泉州、漳州移居粵東的人有一定程度的不同，潮汕人是廣東閩南民系。下面四大地區都有來自閩南的移民，故分為四類:
潮汕人（粵東）：
使用潮州話，亦稱潮汕話，即潮汕民系。多居广东潮州市、汕头市、揭陽市，少許分布在豐順縣、大埔縣、蕉嶺縣（三地今屬梅州市）。現在在潮汕地區的人大多是由閩南地區在明代、清代移居潮汕地區的，屬廣東閩南人，而由先祖中原（多由河南）直入潮汕的潮汕人，以及畲客只佔現今潮汕人的較少部份，主要为客家人，屬潮汕民系，是廣東閩南民系另一分支。在粵地（即嶺南地區的兩粵），與嶺南人（即粵人）最為接近。潮州的鳳凰山為很多山區畬族的祖籍地。
海陸豐人（粵東）：
使用海陸豐話，亦稱「福佬話」、「學佬話」，即海陸豐民系，分布於廣東汕尾市。海陸豐人不少為宋、元、明時保護貨物的閩南人，而且很多都是原漳州人，滿清時為了對付扶助南明政權的閩南人鄭成功等人，在遷海令時入惠州府海豐縣，之後又夾集了當地少量的原居民血統。因此現在的海陸豐話仍然存有濃厚的漳州腔調。臺灣語言學家洪惟仁對海陸豐話有「海陸豐境內的漳州話」的見解。
散布在廣州府故地及惠州府部分地區的閩南人後裔（珠三角）：
- 惠州地區，散布於廣東惠州市所轄區、縣之部分村鎮，人口數十萬，由少至多依序為惠陽區、惠城區、博羅縣、惠東縣，此地閩南裔清代亦有赴臺灣開墾者。

- 廣州地區，如狀元莊有恭，祖籍漳州海澄。世界首富伍秉鑑，祖籍泉州晉江安海。以及國民黨建國粵軍總司令許崇智，祖籍汕頭等等。

- 中山地區，使用村話的聚落的族人，如鄭觀應、程璧光、王雲五等等。

- 東莞地區，如楊衢雲，祖籍漳州海沧（今属廈門）。

### 江西
今上饒市境內，散布著眾多閩南語方言島，说闽南语人口10萬，主要由晋江、永春州移民入墾廣信府、饒州府形成，使用贛東北閩南語。

### 浙江
浙南溫州人，不少當地居民是从閩南遷入溫州府，使用的語言是浙南閩語。

### 香港
香港人口約有160至180萬人屬閩南民系，其中籍貫福建閩南地區的閩南民系約80至100萬人，籍貫廣東潮汕地區的潮州民系以及惠州、海陸豐的海陸豐民系總和大約80萬人。其中泉州人就有70萬人，早期不少是居住九龍區土瓜灣及香港北角一帶更有「小福建」或「小閩南」之稱。此外，年輕的幾代福建人與廣府民系互相結婚以及組織家庭。香港人口中的福建人自開埠以來聚居於灣仔（特別在廈門街一帶）、銅鑼灣以及上環（福建商會的中心）一帶，而北角、鰂魚涌以及西環一帶的福建人則是較後遷入的，而在潮州人聚居的九龍東一帶亦有一定數量的福建人，在福建人聚居的地方亦有一定數量的潮州人。

### 臺灣
在台澎地區，則指祖籍是福建永春州、泉州府、龍巖州、漳州府的居民（泉漳人）：在二戰結束前即渡海居住於台灣島、澎湖群島、小琉球、綠島等地，姓氏豐富，是為臺灣族群之一。
漳泉兩府東渡臺灣諸島具有包含許多稀姓在內的154姓，其中104姓為泉州裔、漳州裔之共同姓氏。永春州渡臺僅見陳、林、黃、王、張、李、吳、蔡、許、鄭、謝、洪、曾、葉、蘇、周、郭、劉、蕭、顏、孫、魏、康、潘、連、龔、尤、湯等28姓，而龍巖州者更為罕見。
| 泉 州 府 5縣139姓 | 陳、林、黃、王、張、李、吳、蔡、許、楊、鄭、謝、洪、曾、葉、蘇、周、郭、劉、賴、 高、朱、柯、莊、蕭、盧、施、顏、呂、白、邱、何、孫、徐、沈、廖、方、江、魏、戴、 羅、胡、余、阮、游、趙、康、姚、馬、鍾、薛、翁、傅、詹、、潘、梁、石、簡、連、 宋、藍、鄧、馮、卓、蔣、董、柳、杜、嚴、程、龔、范、尤、田、侯、紀、彭、童、辜、 邵、唐、湯、錢、曹、巫、、官、章、汪、丁、伍、金、鐘、歐、甘、倪、留、花、陸、 蒲、韋、闕、駱、史、粘、秦、褚、佘、萬、車、雷、辛、任、俞、包、姜、樊、莫、陶、 成、城、饒、顧、世、池、袁、穆、鄞、殷、凌、易、桂、裴、熊、錡、出、歐陽、諸葛。                                                              |
| 漳 州 府 7縣119姓 | 陳、林、黃、王、張、李、吳、蔡、許、楊、鄭、謝、洪、曾、葉、蘇、周、郭、劉、賴、 高、朱、柯、莊、蕭、盧、施、顏、呂、白、邱、何、孫、徐、沈、廖、方、江、魏、戴、 羅、胡、余、阮、游、趙、康、姚、馬、鍾、薛、翁、傅、詹、、潘、梁、石、簡、連、 宋、藍、鄧、馮、卓、蔣、董、柳、杜、嚴、程、龔、范、田、侯、紀、彭、童、辜、韓、 唐、湯、錢、曹、巫、、官、章、汪、丁、伍、金、鐘、歐、甘、倪、鄒、陸、蒲、韋、 闕、駱、諶、俞、包、姜、毛、孔、昌、查、麥、商、關、耿、古、梅、卞、因、歐陽。 |
|                   | |
| 漳州府長泰縣      | 陳、林、黃、王、張、李、吳、蔡、許、楊、鄭、謝、洪、曾、葉、蘇、郭、劉、朱、柯、 莊、蕭、盧、何、孫、徐、沈、廖、戴、余、薛、詹、梁、連、鄧、董、章、陸。 |
| 泉州府惠安縣      | 陳、林、黃、王、張、李、吳、蔡、許、楊、鄭、謝、洪、曾、葉、蘇、周、郭、劉、高、 朱、柯、莊、蕭、盧、施、呂、邱、何、孫、徐、沈、方、江、戴、羅、胡、余、康、馬、 鍾、薛、潘、石、連、柳、范、彭、辜、金、駱、辛、任、出。 |
| 漳州府海澄縣      | 陳、林、黃、王、張、李、吳、蔡、許、楊、鄭、謝、洪、曾、葉、蘇、周、郭、劉、高、 朱、莊、蕭、盧、顏、邱、何、徐、沈、方、江、魏、戴、余、阮、康、姚、馬、鍾、薛、 翁、詹、温、潘、梁、石、宋、藍、鄧、馮、蔣、董、嚴、程、范、紀、曹、甘、卞、因、 歐陽。 |
| 漳州府平和縣      | 陳、林、黃、王、張、李、吳、蔡、許、楊、鄭、謝、洪、曾、葉、蘇、周、郭、劉、賴、 高、朱、莊、盧、施、呂、邱、何、孫、徐、沈、廖、方、江、魏、戴、羅、胡、余、阮、 游、趙、鍾、翁、温、簡、藍、馮、柳、杜、嚴、龔、范、韓、湯、錢、曹、巫、官、駱、 古、梅。 |
| 漳州府詔安縣      | 陳、林、黃、王、張、李、吳、蔡、許、楊、鄭、謝、洪、曾、葉、蘇、周、郭、劉、賴、 高、朱、柯、莊、蕭、盧、呂、邱、何、孫、徐、沈、廖、方、江、魏、戴、羅、胡、余、 阮、游、康、鍾、薛、翁、傅、潘、藍、柳、程、龔、范、田、錢、涂、官、鐘、歐、甘、 蒲、關、耿。 |
| 漳州府南靖縣      | 陳、林、黃、王、張、李、吳、蔡、許、楊、鄭、謝、洪、曾、葉、蘇、周、郭、劉、賴、 高、朱、柯、莊、蕭、盧、施、顏、呂、邱、何、徐、沈、廖、江、魏、戴、羅、胡、余、 阮、游、趙、康、傅、詹、温、潘、石、簡、鄧、馮、卓、蔣、董、柳、嚴、彭、童、辜、 韓、鄒、韋、闕、諶、俞、包。 |
| 漳州府漳浦縣      | 陳、林、黃、王、張、李、吳、蔡、許、楊、鄭、謝、洪、曾、葉、蘇、周、郭、劉、賴、 高、朱、柯、莊、蕭、盧、施、呂、邱、何、孫、徐、沈、廖、方、江、魏、戴、羅、胡、 余、阮、游、趙、康、薛、翁、温、潘、梁、石、宋、藍、鄧、馮、卓、董、柳、嚴、紀、 辜、韓、湯、涂、歐、倪、蒲、查、麥、商、歐陽。 |
| 泉州府南安縣      | 陳、林、黃、王、張、李、吳、蔡、許、楊、鄭、謝、洪、曾、葉、蘇、周、郭、劉、賴、 高、朱、柯、莊、蕭、盧、施、顏、呂、白、邱、何、孫、徐、沈、廖、方、江、魏、戴、 胡、余、阮、趙、康、姚、馬、薛、翁、傅、詹、温、潘、梁、石、連、宋、藍、卓、蔣、 尤、侯、紀、童、辜、邵、錢、巫、章、汪、丁、伍、鐘、花、韋、闕、褚、雷、姜、 歐陽。 |
| 漳州府龍溪縣      | 陳、林、黃、王、張、李、吳、蔡、許、楊、鄭、謝、洪、曾、葉、蘇、周、郭、劉、賴、 高、朱、柯、莊、蕭、盧、施、顏、呂、白、邱、何、孫、徐、沈、廖、方、江、魏、戴、 羅、胡、余、阮、游、趙、康、姚、馬、鍾、薛、翁、傅、詹、潘、梁、石、連、宋、鄧、 馮、卓、蔣、董、柳、杜、嚴、程、龔、侯、童、韓、唐、湯、汪、丁、伍、金、歐、甘、 鄒、陸、闕、諶、姜、毛、孔、昌。 |
| 泉州府安溪縣      | 陳、林、黃、王、張、李、吳、蔡、許、楊、鄭、謝、洪、曾、葉、蘇、周、郭、劉、賴、 高、朱、柯、莊、蕭、盧、施、顏、呂、白、邱、何、孫、徐、沈、廖、方、江、魏、戴、 羅、胡、余、阮、游、趙、康、姚、馬、鍾、翁、傅、詹、温、潘、梁、石、簡、連、宋、 鄧、馮、卓、蔣、董、杜、程、龔、范、尤、紀、彭、唐、錢、曹、官、章、汪、鐘、歐、 倪、花、秦、車、殷、凌、易、桂、裴、熊、錡、歐陽。 |
| 泉州府晉江縣      | 陳、林、黃、王、張、李、吳、蔡、許、楊、鄭、謝、洪、曾、葉、蘇、周、郭、劉、賴、 高、朱、柯、莊、蕭、盧、施、顏、呂、白、邱、何、孫、徐、沈、廖、方、江、魏、戴、 羅、胡、余、阮、趙、康、姚、馬、鍾、薛、翁、傅、詹、温、梁、石、連、宋、藍、鄧、 卓、蔣、董、柳、杜、程、龔、范、尤、田、侯、紀、彭、童、辜、邵、唐、湯、曹、涂、 丁、伍、金、甘、倪、留、韋、粘、佘、萬、車、雷、任、世、池、袁、穆、鄞、歐陽、 諸葛。 |
| 泉州府同安縣      | 陳、林、黃、王、張、李、吳、蔡、許、楊、鄭、謝、洪、曾、葉、蘇、周、郭、劉、賴、 高、朱、柯、莊、蕭、盧、施、顏、呂、白、邱、何、孫、徐、沈、廖、方、江、魏、戴、 羅、胡、余、阮、游、趙、康、姚、馬、鍾、薛、翁、傅、詹、、潘、梁、石、簡、連、 宋、藍、鄧、馮、卓、蔣、董、柳、杜、嚴、程、龔、范、田、紀、彭、童、辜、邵、唐、 湯、錢、曹、章、汪、丁、伍、金、倪、留、花、陸、蒲、史、佘、萬、辛、俞、包、樊、 莫、陶、成、城、饒、顧、歐陽。 |
|                   | |
| 總合 12縣154姓    | 陳、林、黃、王、張、李、吳、蔡、許、楊、鄭、謝、洪、曾、葉、蘇、周、郭、劉、賴、 高、朱、柯、莊、蕭、盧、施、顏、呂、白、邱、何、孫、徐、沈、廖、方、江、魏、戴、 羅、胡、余、阮、游、趙、康、姚、馬、鍾、薛、翁、傅、詹、、潘、梁、石、簡、連、 宋、藍、鄧、馮、卓、蔣、董、柳、杜、嚴、程、龔、范、尤、田、侯、紀、彭、童、辜、 邵、韓、唐、湯、錢、曹、巫、、官、章、汪、丁、伍、金、鐘、歐、甘、倪、留、鄒、 花、陸、蒲、韋、闕、駱、史、粘、秦、褚、佘、萬、車、雷、辛、任、諶、俞、包、姜、 樊、莫、陶、成、城、饒、顧、世、池、袁、穆、鄞、殷、凌、易、桂、裴、熊、錡、毛、 孔、昌、查、麥、商、關、耿、古、梅、卞、因、出、歐陽、諸葛。 |

在臺諸姓，僅同安、晉江、安溪、龍溪、南安五縣具有多數姓氏。漳州府城所在之龍溪縣與泉州府城所在之晉江縣，以及位居兩府城之間的同安、安溪、南安等縣，彼此緊鄰，共同構成了閩南宗族主要來源地區，貢獻逾九成渡臺姓氏。歐陽姓作為臺灣最常見的閩南複姓，來源橫跨漳泉的六個縣份，臺南地區來自晉江、南安、同安、海澄等縣，臺灣其餘縣市雖亦有發現世居當地之閩南裔歐陽姓，然來源縣份單一。陳、林、黃、王、張、李、吳、蔡、許九姓參與渡臺的閩南鄉里聚落最多，具有重要之在臺人口拉抬作用，陳姓源流廣大，至為關鍵。
| 陳   | 林   | 黃   | 王   | 張   | 李        | 吳   | 蔡   | 許   | 楊   | 鄭        | 謝        | 洪        | 曾   | 葉   | 蘇        | 周             |
| ---- | ---- | ---- | ---- | ---- | --------- | ---- | ---- | ---- | ---- | --------- | --------- | --------- | ---- | ---- | --------- | -------------- |
| 同安 | 同安 | 晉江 | 晉江 | 晉江 | 同安 晉江 | 晉江 | 晉江 | 晉江 | 同安 | 同安 龍溪 | 晉江 同安 | 晉江 同安 | 晉江 | 同安 | 晉江 安溪 | 安溪 晉江 同安 |

以下茲舉臺南當地晉江裔八大姓陳、蔡、吳、王、黃、許、張、李之來源一百餘例：
| 古代區域              | 古代區域 | 古代區域 | 古代區域       | 各姓及來源地點   | 各姓及來源地點   | 各姓及來源地點   | 各姓及來源地點 | 各姓及來源地點       | 各姓及來源地點 | 各姓及來源地點 | 各姓及來源地點       | 現今區域        | 現今區域 |
| 古代區域              | 古代區域 | 古代區域 | 古代區域       | 陳               | 蔡               | 吳               | 王             | 黃                   | 許             | 張             | 李                   | 現今區域        | 現今區域 |
| --------------------- | -------- | -------- | -------------- | ---------------- | ---------------- | ---------------- | -------------- | -------------------- | -------------- | -------------- | -------------------- | --------------- | -------- |
| 泉州府城 （晉江縣城） | 西隅     | 西隅     | 西隅           |                  |                  |                  |                | 奉聖鋪 甘棠巷 溪後池 |                |                | 曾井鋪 文錦鋪 五塔巷 | 鯉城區 鯉中街道 |          |
| 泉州府城 （晉江縣城） | 西隅     | 西隅     | 西隅           | 三朝鋪 上峯巷    |                  |                  | 三朝鋪 上峯巷  |                      |                |                |                      | 鯉城區 鯉中街道 |          |
| 泉州府城 （晉江縣城） | 南隅     | 南隅     | 南隅           |                  |                  |                  |                | 文山鋪 新門街        |                |                |                      | 鯉城區 海濱街道 |          |
| 泉州府城 （晉江縣城） | 南隅     | 南隅     | 南隅           | 大門鋪 燕支巷    |                  |                  |                |                      |                |                |                      | 鯉城區 海濱街道 |          |
| 泉州府城 （晉江縣城） | 南隅     | 南隅     | 南隅           | 溪亭鋪           |                  |                  |                |                      |                |                |                      | 鯉城區 臨江街道 |          |
| 朝天門外 （北門外）   | 玉 泉 鄉 | 善 政 里 | 42 43 44 都    |                  |                  | 墩壇社           |                |                      |                |                |                      | 洛江區 河市鎮   |          |
| 義成門外 （西門外）   | 晉 江 鄉 | 棠 陰 里 | 西 隅 39 都    |                  |                  |                  |                |                      |                | 錦墩鋪         |                      | 豐澤區 清源街道 |          |
| 仁風門外 （東門外）   | 晉 江 鄉 | 鸞 歌 里 | 37 都          |                  |                  | 皇跡鋪 萊山 內山 |                |                      |                |                |                      | 豐澤區 城東街道 |          |
| 仁風門外 （東門外）   | 晉 江 鄉 | 鸞 歌 里 | 37 都          | 渡頭鋪 潯美 潯江 | 渡頭鋪 皇墩 溜墩 |                  |                |                      |                |                |                      | 豐澤區 城東街道 |          |
| 通淮門外 （門外）     | 晉 江 鄉 | 臨 江 里 | 36 都          | 後渚鋪 渚江      |                  |                  |                |                      |                |                |                      | 豐澤區 東海街道 |          |
| 通淮門外 （門外）     | 晉 江 鄉 | 臨 江 里 | 36 都          | 臨海鋪 蟳埔 前埔 |                  |                  |                |                      |                |                |                      | 豐澤區 東海街道 |          |
| 通淮門外 （門外）     | 晉 江 鄉 | 臨 江 里 | 36 都          | 普月鋪 法石      |                  |                  |                |                      |                |                |                      | 豐澤區 東海街道 |          |
| 南薰門外 （水門外）   | 晉 江 鄉 | 興 賢 里 | 西 南 隅 34 都 |                  |                  | 慈濟鋪 一堡      |                |                      |                |                |                      | 鯉城區 海濱街道 |          |
| 臨漳門外 （新門外）   | 晉 江 鄉 | 興 賢 里 | 西 南 隅 34 都 |                  |                  | 柳通鋪 浮橋      |                |                      |                |                |                      | 鯉城區 浮橋街道 |          |
| 德濟門外 （南門外）   | 晉 江 鄉 | 興 賢 里 | 34 都          |                  |                  |                  |                | 溪尾鋪 錦浦 浦口     |                |                |                      | 鯉城區 江南街道 |          |
| 德濟門外 （南門外）   | 永 寧 鄉 | 沙 塘 里 | 32 都          |                  |                  |                  |                |                      |                |                | 雙坑                 | 鯉城區 江南街道 |          |
| 德濟門外 （南門外）   | 永 寧 鄉 | 和 風 里 | 30 都          |                  |                  | 溜石             |                |                      |                |                |                      | 晉江市 池店鎮   |          |
| 德濟門外 （南門外）   | 永 寧 鄉 | 和 風 里 | 29 都          |                  |                  |                  |                |                      |                |                | 鳳池 池店            | 晉江市 池店鎮   |          |
| 德濟門外 （南門外）   | 永 寧 鄉 | 和 風 里 | 29 都          |                  |                  |                  | 雁山 仙店      |                      |                |                |                      | 晉江市 池店鎮   |          |
| 德濟門外 （南門外）   | 永 寧 鄉 | 和 風 里 | 29 都          | 涵口             |                  | 湮浦 庵上        |                |                      |                |                |                      | 晉江市 陳埭鎮   |          |
| 德濟門外 （南門外）   | 永 寧 鄉 | 和 風 里 | 29 都          |                  |                  |                  |                |                      |                | 赤西           |                      | 晉江市 梅嶺街道 |          |
| 德濟門外 （南門外）   | 永 寧 鄉 | 永 福 里 | 28 都          |                  |                  |                  | 嶺山           |                      |                |                |                      | 晉江市 梅嶺街道 |          |
| 德濟門外 （南門外）   | 永 寧 鄉 | 永 福 里 | 28 都          |                  |                  |                  |                |                      | 福埔           |                |                      | 晉江市 羅山街道 |          |
| 德濟門外 （南門外）   | 永 寧 鄉 | 永 福 里 | 27 都          | 陳江             |                  |                  |                |                      |                | 鑑湖           |                      | 晉江市 陳埭鎮   |          |
| 德濟門外 （南門外）   | 永 寧 鄉 | 永 福 里 | 27 都          |                  | 青陽 蔡厝        |                  |                |                      |                |                |                      | 晉江市 梅嶺街道 |          |
| 德濟門外 （南門外）   | 永 寧 鄉 | 永 福 里 | 27 都          | 霞行 下行        |                  |                  |                |                      |                | 霞行 下行      |                      | 晉江市 青陽街道 |          |
| 德濟門外 （南門外）   | 永 寧 鄉 | 永 福 里 | 27 都          |                  |                  |                  | 杏厝           |                      |                | 曾井           |                      | 晉江市 青陽街道 |          |
| 德濟門外 （南門外）   | 永 寧 鄉 | 聚 仁 里 | 26 都          |                  |                  |                  | 沙堤 沙塘      |                      |                |                | 沙塘                 | 晉江市 新塘街道 |          |
| 德濟門外 （南門外）   | 永 寧 鄉 | 聚 仁 里 | 25 都          |                  |                  |                  |                | 塘市                 |                |                |                      | 晉江市 新塘街道 |          |
| 德濟門外 （南門外）   | 永 寧 鄉 | 江 陰 里 | 24 都          |                  |                  | 仙錦 山仔        |                | 鋪錦 埔仔            |                |                |                      | 石獅市 寶蓋鎮   |          |
| 德濟門外 （南門外）   | 永 寧 鄉 | 江 陰 里 | 24 都          |                  |                  | 金山 後垵        |                | 崙峰 崙後            |                |                |                      | 石獅市 寶蓋鎮   |          |
| 德濟門外 （南門外）   | 永 寧 鄉 | 江 陰 里 | 24 都          |                  |                  | 東茂 東墓        |                |                      |                | 東茂 東墓      |                      | 石獅市 寶蓋鎮   |          |
| 德濟門外 （南門外）   | 永 寧 鄉 | 江 陰 里 | 24 都          | 龍淵 塘邊        |                  |                  |                |                      |                |                |                      | 石獅市 寶蓋鎮   |          |
| 德濟門外 （南門外）   | 永 寧 鄉 | 江 陰 里 | 24 都          | 鰲頭             |                  |                  |                | 桃源 塘後            |                |                |                      | 石獅市 寶蓋鎮   |          |
| 德濟門外 （南門外）   | 永 寧 鄉 | 江 陰 里 | 24 都          |                  | 塘頭             | 象畔             | 龍塘           |                      |                |                |                      | 石獅市 寶蓋鎮   |          |
| 德濟門外 （南門外）   | 永 寧 鄉 | 江 陰 里 | 24 都          | 錦亭             |                  |                  | 錦染 染厝      |                      |                |                |                      | 石獅市 蚶江鎮   |          |
| 德濟門外 （南門外）   | 永 寧 鄉 | 江 陰 里 | 23 都          |                  |                  | 錦水 水頭        | 錦水 水頭      | 錦水 水頭            |                |                |                      | 石獅市 蚶江鎮   |          |
| 德濟門外 （南門外）   | 永 寧 鄉 | 江 陰 里 | 23 都          | 龍美 洪尾        | 龍美 洪尾        |                  |                |                      |                | 龍美 洪尾      |                      | 石獅市 蚶江鎮   |          |
| 德濟門外 （南門外）   | 永 寧 鄉 | 江 陰 里 | 23 都          | 龍津 蓮埭        |                  |                  |                |                      |                |                |                      | 石獅市 蚶江鎮   |          |
| 德濟門外 （南門外）   | 永 寧 鄉 | 江 陰 里 | 23 都          |                  |                  | 錦江 蚶江        | 錦江 蚶江      |                      |                |                |                      | 石獅市 蚶江鎮   |          |
| 德濟門外 （南門外）   | 永 寧 鄉 | 永 寧 里 | 22 都          | 石湖 日湖        |                  |                  |                |                      |                |                |                      | 石獅市 蚶江鎮   |          |
| 德濟門外 （南門外）   | 永 寧 鄉 | 永 寧 里 | 21 都          |                  | 溪前             |                  |                |                      |                |                |                      | 石獅市 蚶江鎮   |          |
| 德濟門外 （南門外）   | 永 寧 鄉 | 永 寧 里 | 21 都          | 豐山 蓮塘        |                  |                  |                |                      |                |                |                      | 石獅市 蚶江鎮   |          |
| 德濟門外 （南門外）   | 永 寧 鄉 | 永 寧 里 | 20 都          |                  |                  |                  |                |                      |                | 謝厝           |                      | 石獅市 錦尚鎮   |          |
| 德濟門外 （南門外）   | 永 寧 鄉 | 永 寧 里 | 20 都          | 霞澤 下宅        |                  | 院東 東平        |                | 沙堤 桑邊            |                |                |                      | 石獅市 永寧鎮   |          |
| 德濟門外 （南門外）   | 永 寧 鄉 | 永 寧 里 | 20 都          | 永寧             | 永寧             |                  | 永寧           | 永寧                 | 永寧           |                |                      | 石獅市 永寧鎮   |          |
| 德濟門外 （南門外）   | 永 寧 鄉 | 永 寧 里 | 20 都          |                  | 浯沙             |                  | 浯沙           |                      |                |                |                      | 石獅市 永寧鎮   |          |
| 德濟門外 （南門外）   | 永 寧 鄉 | 永 寧 里 | 20 都          |                  | 梅林             |                  |                | 梅林                 |                | 梅林           | 梅林                 | 石獅市 永寧鎮   |          |
| 德濟門外 （南門外）   | 永 寧 鄉 | 永 寧 里 | 20 都          | 鰲江 港邊        |                  |                  |                |                      |                |                |                      | 石獅市 永寧鎮   |          |
| 德濟門外 （南門外）   | 永 寧 鄉 | 永 寧 里 | 20 都          | 銀江 岑兜        |                  |                  |                |                      |                |                | 銀江 岑兜            | 石獅市 永寧鎮   |          |
| 德濟門外 （南門外）   | 永 寧 鄉 | 永 寧 里 | 20 都          | 塔石             | 龍坡 前埔        |                  |                |                      |                |                | 洋厝 楊厝            | 石獅市 永寧鎮   |          |
| 德濟門外 （南門外）   | 永 寧 鄉 | 永 寧 里 | 20 都          | 郭宅 過宅        |                  |                  |                |                      |                |                |                      | 石獅市 永寧鎮   |          |
| 德濟門外 （南門外）   | 安 仁 鄉 | 弦 歌 里 | 19 都          |                  | 古東 坑東        | 古東 坑東        |                |                      |                |                |                      | 石獅市 寶蓋鎮   |          |
| 德濟門外 （南門外）   | 安 仁 鄉 | 弦 歌 里 | 19 都          | 古西 竿頭        | 古西 竿頭        | 古西 竿頭        |                |                      | 古西 竿頭      |                | 古西 竿頭            | 石獅市 寶蓋鎮   |          |
| 德濟門外 （南門外）   | 安 仁 鄉 | 弦 歌 里 | 19 都          | 前園             |                  |                  |                |                      |                |                |                      | 石獅市 寶蓋鎮   |          |
| 德濟門外 （南門外）   | 安 仁 鄉 | 弦 歌 里 | 19 都          |                  |                  | 玉湖 湖邊        |                |                      |                |                |                      | 石獅市 湖濱街道 |          |
| 德濟門外 （南門外）   | 安 仁 鄉 | 弦 歌 里 | 19 都          |                  |                  |                  | 寬仁 券內      |                      |                |                | 石獅                 | 石獅市 鳳里街道 |          |
| 德濟門外 （南門外）   | 安 仁 鄉 | 弦 歌 里 | 19 都          |                  | 霞澤 下澤        |                  |                |                      |                |                |                      | 石獅市 鳳里街道 |          |
| 德濟門外 （南門外）   | 安 仁 鄉 | 弦 歌 里 | 19 都          |                  | 鳳山 山上        |                  |                |                      |                |                |                      | 石獅市 鳳里街道 |          |
| 德濟門外 （南門外）   | 安 仁 鄉 | 弦 歌 里 | 19 都          |                  | 鳳棲 磨內        |                  |                |                      | 西花 後花      |                |                      | 石獅市 鳳里街道 |          |
| 德濟門外 （南門外）   | 安 仁 鄉 | 弦 歌 里 | 19 都          | 錦塘             |                  |                  | 錦塘           |                      |                | 錦塘           |                      | 石獅市 靈秀鎮   |          |
| 德濟門外 （南門外）   | 安 仁 鄉 | 弦 歌 里 | 19 都          | 金山 山兜        |                  |                  |                |                      |                |                |                      | 石獅市 靈秀鎮   |          |
| 德濟門外 （南門外）   | 安 仁 鄉 | 弦 歌 里 | 19 都          | 容卿 洋坑        |                  |                  |                |                      |                |                |                      | 石獅市 靈秀鎮   |          |
| 德濟門外 （南門外）   | 安 仁 鄉 | 弦 歌 里 | 19 都          |                  |                  |                  |                |                      |                | 仙坡 新埔      |                      | 晉江市 龍湖鎮   |          |
| 德濟門外 （南門外）   | 安 仁 鄉 | 弦 歌 里 | 17 18 都       |                  | 崙山 大崙        |                  |                |                      |                |                | 大崙                 | 石獅市 鳳里街道 |          |
| 德濟門外 （南門外）   | 安 仁 鄉 | 弦 歌 里 | 17 18 都       |                  | 鈔坑 蔡坑        |                  |                |                      |                |                |                      | 石獅市 靈秀鎮   |          |
| 德濟門外 （南門外）   | 安 仁 鄉 | 弦 歌 里 | 17 18 都       | 屏山 彭田        |                  |                  |                |                      |                |                |                      | 石獅市 靈秀鎮   |          |
| 德濟門外 （南門外）   | 安 仁 鄉 | 弦 歌 里 | 17 18 都       |                  |                  | 內坑             |                |                      |                |                | 內坑                 | 晉江市 龍湖鎮   |          |
| 德濟門外 （南門外）   | 安 仁 鄉 | 弦 歌 里 | 17 18 都       |                  |                  | 浯坑 吳坑        |                |                      | 浯坑 吳坑      |                |                      | 晉江市 龍湖鎮   |          |
| 德濟門外 （南門外）   | 安 仁 鄉 | 弦 歌 里 | 17 18 都       |                  | 新街             |                  |                |                      |                |                |                      | 晉江市 龍湖鎮   |          |
| 德濟門外 （南門外）   | 安 仁 鄉 | 弦 歌 里 | 17 18 都       |                  |                  | 洛溪 吳厝        |                |                      | 石龜 許厝      |                |                      | 晉江市 龍湖鎮   |          |
| 德濟門外 （南門外）   | 安 仁 鄉 | 弦 歌 里 | 17 18 都       | 魯東 蘆塘        |                  |                  |                | 魯東 蘆塘            |                |                |                      | 晉江市 龍湖鎮   |          |
| 德濟門外 （南門外）   | 安 仁 鄉 | 弦 歌 里 | 17 18 都       | 錫坑             |                  |                  |                |                      |                |                |                      | 晉江市 龍湖鎮   |          |
| 德濟門外 （南門外）   | 安 仁 鄉 | 弦 歌 里 | 16 都          |                  |                  |                  |                |                      | 玉斗           |                |                      | 晉江市 龍湖鎮   |          |
| 德濟門外 （南門外）   | 安 仁 鄉 | 弦 歌 里 | 16 都          | 滬江             | 滬江             | 滬江 岑前        | 滬江           |                      |                |                |                      | 晉江市 深滬鎮   |          |
| 德濟門外 （南門外）   | 安 仁 鄉 | 弦 歌 里 | 15 都          | 古垵             |                  |                  | 坑西           |                      |                |                |                      | 晉江市 金井鎮   |          |
| 德濟門外 （南門外）   | 安 仁 鄉 | 弦 歌 里 | 15 都          | 溜江 溜澳        |                  | 溜江 溜澳        |                |                      | 溜江 溜澳      |                |                      | 晉江市 金井鎮   |          |
| 德濟門外 （南門外）   | 安 仁 鄉 | 弦 歌 里 | 15 都          | 上清 上衝        |                  |                  |                |                      |                |                |                      | 晉江市 金井鎮   |          |
| 德濟門外 （南門外）   | 安 仁 鄉 | 勸 善 里 | 14 都          |                  |                  | 圍江 圍頭        |                |                      |                |                |                      | 晉江市 金井鎮   |          |
| 德濟門外 （南門外）   | 安 仁 鄉 | 勸 善 里 | 14 都          |                  | 錦東 塘東        | 霞里 下寮        |                |                      |                |                |                      | 晉江市 金井鎮   |          |
| 德濟門外 （南門外）   | 安 仁 鄉 | 勸 善 里 | 13 都          | 古塘 可塘        |                  |                  |                |                      |                |                |                      | 晉江市 羅山街道 |          |
| 德濟門外 （南門外）   | 安 仁 鄉 | 仁 和 里 | 11 都          |                  |                  |                  |                |                      | 岑張           |                |                      | 晉江市 英林鎮   |          |
| 德濟門外 （南門外）   | 安 仁 鄉 | 仁 和 里 | 11 都          |                  |                  | 東皋 東埔        |                |                      | 鰲岱 埭邊      |                |                      | 晉江市 英林鎮   |          |
| 德濟門外 （南門外）   | 安 仁 鄉 | 仁 和 里 | 11 都          |                  |                  | 山兜             |                |                      |                |                |                      | 晉江市 東石鎮   |          |
| 德濟門外 （南門外）   | 安 仁 鄉 | 仁 和 里 | 11 都          |                  |                  |                  | 石菌           | 石菌                 |                |                |                      | 晉江市 東石鎮   |          |
| 德濟門外 （南門外）   | 安 仁 鄉 | 仁 和 里 | 11 都          |                  | 梅林 型厝        |                  | 中舍 張厝      |                      |                | 清透 衝頭      |                      | 晉江市 東石鎮   |          |
| 德濟門外 （南門外）   | 安 仁 鄉 | 仁 和 里 | 10 都          |                  |                  | 潘徑             |                |                      |                |                | 潘徑                 | 晉江市 東石鎮   |          |
| 德濟門外 （南門外）   | 安 仁 鄉 | 仁 和 里 | 10 都          |                  | 湖頭             |                  |                |                      |                |                | 湖頭                 | 晉江市 東石鎮   |          |
| 德濟門外 （南門外）   | 安 仁 鄉 | 仁 和 里 | 10 都          |                  |                  |                  | 玉園 麥園      | 檗谷 壁角            | 曾垵           |                |                      | 晉江市 東石鎮   |          |
| 德濟門外 （南門外）   | 安 仁 鄉 | 仁 和 里 | 10 都          | 東石             | 東石             | 東石             |                | 東石                 |                |                |                      | 晉江市 東石鎮   |          |
| 德濟門外 （南門外）   | 安 仁 鄉 | 仁 和 里 | 9 都           |                  |                  |                  |                |                      | 西坑           |                |                      | 晉江市 東石鎮   |          |
| 德濟門外 （南門外）   | 安 仁 鄉 | 仁 和 里 | 9 都           |                  | 錢林 前林        |                  |                |                      |                |                |                      | 晉江市 安海鎮   |          |
| 德濟門外 （南門外）   | 開 建 鄉 | 修 仁 里 | 8 都           | 安海 飛錢        |                  |                  | 安海           | 安海 金墩            |                |                |                      | 晉江市 安海鎮   |          |
| 德濟門外 （南門外）   | 開 建 鄉 | 修 仁 里 | 7 都           | 湖亭 烏亭        |                  |                  |                |                      |                |                |                      | 晉江市 安海鎮   |          |
| 德濟門外 （南門外）   | 開 建 鄉 | 仁 孝 里 | 5 都           | 靈水             |                  |                  |                |                      |                |                |                      | 晉江市 靈源街道 |          |
| 德濟門外 （南門外）   | 開 建 鄉 | 務 本 里 | 3 都           |                  |                  |                  |                |                      |                | 儒林 張林      |                      | 晉江市 磁灶鎮   |          |
| 德濟門外 （南門外）   | 開 建 鄉 | 養 能 里 | 2 都           |                  |                  | 梅溪 磁灶        |                |                      |                |                |                      | 晉江市 磁灶鎮   |          |

| 泉州府 | 臺南 （28萬） | 彰化 （21萬） | 新北 （19萬） | 臺北 （17萬） | 高雄 （14萬）                                  | 臺中、嘉義、雲林 （11~12萬）                   | 臺中、嘉義、雲林 （11~12萬）                   | 新竹 （10萬） |
| 漳州府 | 臺南 （16萬） | 臺南 （16萬） | 臺南 （16萬） | 臺南 （16萬） | 宜蘭、嘉義、臺中、南投、雲林、彰化 （11~13萬） | 宜蘭、嘉義、臺中、南投、雲林、彰化 （11~13萬） | 宜蘭、嘉義、臺中、南投、雲林、彰化 （11~13萬） | 新北 （10萬） |

根據臺灣總督府的官方調查，當時閩南漢人前兩大密集地區分別為現今的臺北盆地（新北、臺北）與臺南，合計近百萬人，大約相當3分之1數量。兩地皆以泉州人為多數，前兩大閩南漢人來源皆為泉州屬縣，臺北盆地泉州人口更多、比例更高，漳州人口卻少於臺南。然而，兩地泉州人呈現相反的結構：臺北盆地以安溪人為首，同安人次多，三邑人最少；臺南以三邑人為首，同安人次多，安溪人最少。漳州人的組成也彼此相異：臺北盆地以南靖人為首，然而漳州府其餘各縣差距並不明顯，與安溪、同安接壤的龍溪、海澄兩縣並沒有特別突出；臺南以泉州府同安縣接壤的龍溪、海澄兩縣為顯著的前兩大來源，強烈凸顯與同安之間的跨漳泉地緣關係。整體觀之，移民原鄉環境相當程度的影響了移民對於目的地的選擇考量。臺北盆地多山，大量吸引內陸山區縣份的移民；臺南近海平原比例較高，多沙洲、內海，主要吸引沿海村庄的移民，而晉江、同安擁有漫長的海岸線，兩縣分別高居臺南地區閩南漢人的第一、第二來源。同安人作為兩地漢人組成的重要交集，來源上也存在差異，表現在同安縣的山區及海島地區：臺北盆地較少發現明清金門移民，然同安縣北部感化里一帶與安溪縣相鄰，此地來源之同安人多於臺南，也顯示跨安溪、同安山區之地緣關係；臺南與澎湖為明清金門移民東渡的兩大定居區域，各約有40姓，當地漢人也因而增添了不少海島成份，然絕少山區來源之同安人。
| 地區         | 姓氏 | 備註 |
| ------------ | --- | --- |
| 德化         | 黃。 | 晉江、同安皆達80姓。 龍溪達60姓。 海澄、安溪、南安、漳浦皆達40姓。 詔安、長泰、南靖、平和、惠安皆達20姓。 臺灣三邑人內部結構： 鹿港周邊之台中、彰化， 晉江與南安兩縣移民規模較為相近， 而台南以高比例之晉江人為其特色。 |
| 永春         | 陳、林、王、吳、鄭、蘇、周、劉、顏、孫。 | 晉江、同安皆達80姓。 龍溪達60姓。 海澄、安溪、南安、漳浦皆達40姓。 詔安、長泰、南靖、平和、惠安皆達20姓。 臺灣三邑人內部結構： 鹿港周邊之台中、彰化， 晉江與南安兩縣移民規模較為相近， 而台南以高比例之晉江人為其特色。 |
| 泉州府 113姓 | 陳、林、黃、王、張、李、吳、蔡、許、楊、 鄭、謝、洪、曾、葉、蘇、周、郭、劉、賴、 高、朱、柯、莊、蕭、盧、施、顏、呂、白、 邱、何、孫、徐、沈、廖、方、江、魏、戴、 羅、胡、余、阮、趙、康、姚、馬、鍾、薛、 翁、傅、詹、、潘、梁、石、連、宋、藍、 鄧、馮、卓、蔣、董、柳、杜、嚴、程、龔、 范、尤、田、侯、紀、童、辜、邵、唐、湯、 錢、曹、涂、汪、丁、伍、金、鐘、歐、甘、 倪、花、陸、蒲、韋、史、褚、佘、萬、車、 雷、辛、任、包、樊、莫、陶、城、池、袁、 殷、歐陽、諸葛。 | 晉江、同安皆達80姓。 龍溪達60姓。 海澄、安溪、南安、漳浦皆達40姓。 詔安、長泰、南靖、平和、惠安皆達20姓。 臺灣三邑人內部結構： 鹿港周邊之台中、彰化， 晉江與南安兩縣移民規模較為相近， 而台南以高比例之晉江人為其特色。 |
| 漳平         | 林。 | 晉江、同安皆達80姓。 龍溪達60姓。 海澄、安溪、南安、漳浦皆達40姓。 詔安、長泰、南靖、平和、惠安皆達20姓。 臺灣三邑人內部結構： 鹿港周邊之台中、彰化， 晉江與南安兩縣移民規模較為相近， 而台南以高比例之晉江人為其特色。 |
| 漳州府 95姓  | 陳、林、黃、王、張、李、吳、蔡、許、楊、 鄭、謝、洪、曾、葉、蘇、周、郭、劉、賴、 高、朱、柯、莊、蕭、盧、施、顏、呂、白、 邱、何、孫、徐、沈、廖、方、江、魏、戴、 羅、胡、余、阮、游、趙、康、姚、馬、鍾、 薛、翁、詹、温、潘、梁、石、連、宋、鄧、 馮、卓、蔣、董、柳、杜、嚴、程、龔、范、 田、侯、紀、童、辜、韓、湯、涂、汪、丁、 金、歐、甘、鄒、陸、闕、包、姜、毛、查、 商、梅、卞、因、歐陽。                                                                             | 晉江、同安皆達80姓。 龍溪達60姓。 海澄、安溪、南安、漳浦皆達40姓。 詔安、長泰、南靖、平和、惠安皆達20姓。 臺灣三邑人內部結構： 鹿港周邊之台中、彰化， 晉江與南安兩縣移民規模較為相近， 而台南以高比例之晉江人為其特色。 |

近海的龍溪、海澄、同安三縣結合部，為漳泉之交通孔道，鄰近龍溪石碼城、海澄縣城以及同安廈門城，亦有眾多家族渡臺，以台南最為常見。茲臚列台南地區五十姓：
| 地區   | 地區     | 姓氏                                                                                               | 姓氏 |
| ------ | -------- | -------------------------------------------------------------------------------------------------- | --- |
| 龍溪縣 | 海洋上里 | 陳、林、李、吳、謝、郭、徐、魏、游、康、 姚、馮、汪。                                              | 陳、林、黃、王、張、李、吳、蔡、許、楊、 鄭、謝、洪、曾、葉、蘇、周、郭、劉、朱、 柯、施、顏、邱、何、孫、徐、江、魏、胡、 余、阮、游、康、姚、馬、潘、梁、石、馮、 杜、嚴、侯、辜、邵、汪、丁、歐、史、毛。 |
| 龍溪縣 | 海洋下里 | 陳、林、黃、王、張、吳、蔡、楊、鄭、謝、 郭、施、何、孫、徐、江、余、阮、石、嚴、 侯、丁、歐、毛。 | 陳、林、黃、王、張、李、吳、蔡、許、楊、 鄭、謝、洪、曾、葉、蘇、周、郭、劉、朱、 柯、施、顏、邱、何、孫、徐、江、魏、胡、 余、阮、游、康、姚、馬、潘、梁、石、馮、 杜、嚴、侯、辜、邵、汪、丁、歐、史、毛。 |
| 同安縣 | 積善里   | 陳、林、黃、王、張、李、吳、蔡、許、鄭、 曾、葉、蘇、周、劉、柯、胡、潘、辜。                      | 陳、林、黃、王、張、李、吳、蔡、許、楊、 鄭、謝、洪、曾、葉、蘇、周、郭、劉、朱、 柯、施、顏、邱、何、孫、徐、江、魏、胡、 余、阮、游、康、姚、馬、潘、梁、石、馮、 杜、嚴、侯、辜、邵、汪、丁、歐、史、毛。 |
| 海澄縣 | 新恩里   | 陳、林、黃、蔡、許、楊、謝、洪、葉、劉、 顏、邱、魏、余、馬、梁。                                  | 陳、林、黃、王、張、李、吳、蔡、許、楊、 鄭、謝、洪、曾、葉、蘇、周、郭、劉、朱、 柯、施、顏、邱、何、孫、徐、江、魏、胡、 余、阮、游、康、姚、馬、潘、梁、石、馮、 杜、嚴、侯、辜、邵、汪、丁、歐、史、毛。 |
| 同安縣 | 安仁里   | 陳、林、王、張、李、蔡、謝、洪、曾、蘇、 周、郭、朱、何、杜、邵、史。                              | 陳、林、黃、王、張、李、吳、蔡、許、楊、 鄭、謝、洪、曾、葉、蘇、周、郭、劉、朱、 柯、施、顏、邱、何、孫、徐、江、魏、胡、 余、阮、游、康、姚、馬、潘、梁、石、馮、 杜、嚴、侯、辜、邵、汪、丁、歐、史、毛。 |

全臺閩南諸姓來源各有偏重，小至臺灣各縣市亦有所不同，以臺南地區世居宗族四大祖籍縣份晉江縣與九龍江下游同安、龍溪、海澄三縣113姓為例:
| 晉江308例 同安216例 龍溪147例 海澄83例 | 晉江308例 同安216例 龍溪147例 海澄83例 | 晉江308例 同安216例 龍溪147例 海澄83例 |
| 60~69例                                | 60~69例                                | 60~69例 |
| -------------------------------------- | -------------------------------------- | --- |
| 陳                                     | 晉江縣                                 | 泉州府城上峯、溪亭；潯美、後渚、涵口、陳江、霞行、古塘、錦亭、鰲頭、錦塘、龍美、日湖、 古西、下宅、永寧、銀江、塔石、魯東、深滬、古垵、溜江、上清、靈水、飛錢、湖亭、東石                    |
| 陳                                     | 同安縣                                 | 下圍、金山、下廳、鼎尾、芸尾、陳井、西濱、登瀛、下店、集美、石潯、三忠宮、竹坑、殿前、 官兜、後門、鳳頭、烈嶼；金門下坑、湖前、陽翟                                                          |
| 陳                                     | 龍溪縣                                 | 漳州府城、木棉、長洲、福河、桂林、登第、文圍、玉江、蘆江、楊厝、倉前、石美、新埭 |
| 陳                                     | 海澄縣                                 | 三都、岐鳳、嶺後、俊美、霞寮、青浦、鎮海 |
| 40~49例                                |                                        | |
| 吳                                     | 晉江縣                                 | 泉州府城燕支；墩壇、萊山、一堡、浮橋、溜石、湮浦、磁灶、蚶江、水頭、象畔、後垵、仙錦、 玉湖、東茂、古西、坑東、院東、內坑、浯坑、洛溪、錫坑、深滬、溜江、圍頭、下寮、東石、 潘徑、山兜、東皋 |
| 吳                                     | 同安縣                                 | 白礁、錦宅、鼎尾、石潯、溪尾、潘宅、烈嶼 |
| 吳                                     | 龍溪縣                                 | 漳州府城、蔡墘、溪口、石碼、文圍、壺嶼、新埭 |
| 吳                                     | 海澄縣                                 | 祖源不明 |
| 30~39例                                |                                        | |
| 蔡                                     | 晉江縣                                 | 皇墩、青陽、山兜、洋坑、屏山、鈔坑、大崙、磨內、塘邊、塘頭、龍美、蓮埭、蓮塘、溪前、 古西、坑東、永寧、浯沙、梅林、港邊、龍坡、郭宅、深滬、塘東、前林、東石、湖頭、型厝                      |
| 蔡                                     | 同安縣                                 | 錦宅、東西蔡、竹坑、嶺兜；金門瓊林 |
| 蔡                                     | 龍溪縣                                 | 蔡店 |
| 蔡                                     | 海澄縣                                 | 鐘山、漸美、謝倉、赤嶺 |
| 黃                                     | 晉江縣                                 | 泉州府城溪後、文山；錦浦、法石、蟳埔、塘市、水頭、鋪錦、崙後、塘後、前園、沙堤、永寧、 梅林、魯東、金墩、東石、檗谷、石菌                                                                    |
| 黃                                     | 同安縣                                 | 錦宅、下店、西爐、麻灶；金門前水頭 |
| 黃                                     | 龍溪縣                                 | 院後、北溪頭、福滸、榜山、石碼、石美、壺嶼、新埭 |
| 黃                                     | 海澄縣                                 | 三都、龍卿、仕兜、霞苑、浦西、鎮海 |
| 李                                     | 晉江縣                                 | 泉州府城五塔巷；雙坑、鳳池、雁山、沙塘、大崙、石獅、古西、梅林、銀江、洋厝、內坑、湖頭、 潘徑                                                                                                |
| 李                                     | 同安縣                                 | 金山、白礁、齋堂、詩野、山邊、東坂、蔡寨後、長北、灌口、高浦、下店、兌山、內庵、烈嶼； 金門古寧頭                                                                                            |
| 李                                     | 龍溪縣                                 | 磁窯、福滸、二十八都 |
| 李                                     | 海澄縣                                 | 漸山、排浦（槐浦）、青浦 |
| 林                                     | 晉江縣                                 | 泉州府城奉聖；皇墩、溝西、西濱、石壁、長福、前園、永寧 |
| 林                                     | 同安縣                                 | 崎巷、充龍、白礁、鼎尾、錦園、下店、橄欖樹、田邊、高崎、下茂、烈嶼、金門 |
| 林                                     | 龍溪縣                                 | 蓮花、洋內、石碼、吳宅、金桐、甫山、汀洋 |
| 林                                     | 海澄縣                                 | 惠佐、錦里、青礁、普賢、下尾、六都坂尾、五都、青浦 |
| 王                                     | 晉江縣                                 | 泉州府城上峯；嶺山、杏厝、沙塘、錦塘、龍塘、染厝、水頭、蚶江、寬仁、永寧、浯沙、深滬、 坑西、安海、玉園、中舍、石菌                                                                          |
| 王                                     | 同安縣                                 | 白礁、浦頭、後尾、高浦、埭頭、蔡厝、浦口；金門後浦 |
| 王                                     | 龍溪縣                                 | 金沙、水頭、石碼、甫山、新埭、田 |
| 王                                     | 海澄縣                                 | 溪尾、青浦 |
| 20~29例                                |                                        | |
| 許                                     | 晉江縣                                 | 福埔、下澤、山上、后花、古西、永寧、浯坑、新街、石龜、玉斗、溜江、岑張、埭邊、曾垵、 許西坑 |
| 許                                     | 同安縣                                 | 鴻漸、桂園；金門後浦 |
| 許                                     | 龍溪縣                                 | 浦頭、藍田、南坂、石碼 |
| 許                                     | 海澄縣                                 | 漸美、嵩嶼、恆泥、普賢、港邊 |
| 張                                     | 晉江縣                                 | 錦墩、儒林、赤西、鑑湖、霞行、曾井、龍美、錦塘、東茂、謝厝、梅林、新埔、清透 |
| 張                                     | 同安縣                                 | 崎巷、中孚、高浦、湖頭、霞邊；金門古寧頭、青嶼 |
| 張                                     | 龍溪縣                                 | 福河、石碼、石美、壺嶼 |
| 張                                     | 海澄縣                                 | 六都 |
| 蘇                                     | 晉江縣                                 | 泉州府城登賢；英殿（洋店）、蟳埔、清溝、葛洲、蘇內、湖山、龜湖、東石、湖尾 |
| 蘇                                     | 同安縣                                 | 塘源、充龍、貞岱、鳳山、深青、田頭、岱嶺、金門 |
| 蘇                                     | 龍溪縣                                 | 福滸 |
| 蘇                                     | 海澄縣                                 | 虎渡、太江 |
| 10~19例                                |                                        | |
| 曾                                     | 晉江縣                                 | 筍江、塘市、前園、永寧、西疇、安海、小坪坑、姚厝、盱江 |
| 曾                                     | 同安縣                                 | 曾尾、倉頭、嘉禾里、金門 |
| 曾                                     | 龍溪縣                                 | 田璞、長洲 |
| 曾                                     | 海澄縣                                 | 儒山、厚境 |
| 鄭                                     | 晉江縣                                 | 龜湖、永寧 |
| 鄭                                     | 同安縣                                 | 嶺後、棲柵、昭塘；金門後浦 |
| 鄭                                     | 龍溪縣                                 | 洛濱、梧橋、古縣、文山、翠林、上苑、南苑、石碼、龍江 |
| 鄭                                     | 海澄縣                                 | 寶里 |
| 郭                                     | 晉江縣                                 | 郡東、浯垵、前坑、洋厝、郭岑 |
| 郭                                     | 同安縣                                 | 安仁里後浦、仁德里、金門 |
| 郭                                     | 龍溪縣                                 | 長洲、石碼、玉江、流傳、寮西、龍江 |
| 郭                                     | 海澄縣                                 | 恆泥 |
| 洪                                     | 晉江縣                                 | 水頭、龍窟、前園、玉園、石菌、英林、崙上 |
| 洪                                     | 同安縣                                 | 灌口、窗東、烈嶼青岐；金門後豐 |
| 洪                                     | 龍溪縣                                 | 石碼 |
| 洪                                     | 海澄縣                                 | 漸美、青浦 |
| 周                                     | 晉江縣                                 | 筍江、湮浦、日湖、東石、白沙 |
| 周                                     | 同安縣                                 | 鼎尾、灌口、前場、杏林、佛嶺、金門 |
| 周                                     | 龍溪縣                                 | 榜山、石碼 |
| 周                                     | 海澄縣                                 | 祖源不明 |
| 謝                                     | 晉江縣                                 | 深埕、塔頭、湖尾 |
| 謝                                     | 同安縣                                 | 刺林內、金門 |
| 謝                                     | 龍溪縣                                 | 平寧、石碼、沙洲、坂尾、岑兜、石美 |
| 謝                                     | 海澄縣                                 | 石塘、青浦 |
| 楊                                     | 晉江縣                                 | 芙蓉（後洋） |
| 楊                                     | 同安縣                                 | 西山、濠頭、金門 |
| 楊                                     | 龍溪縣                                 | 豐山（烘頭）、杏苑、前山園、朝陽、顏厝、石碼、楊厝 |
| 楊                                     | 海澄縣                                 | 霞陽、青浦 |
| 葉                                     | 晉江縣                                 | 東石 |
| 葉                                     | 同安縣                                 | 充龍、白礁、垵柄、蓮井、佛嶺、蓮坂、金門 |
| 葉                                     | 龍溪縣                                 | 石碼 |
| 葉                                     | 海澄縣                                 | 京口 |
| 9例                                    |                                        | |
| 施                                     | 晉江縣                                 | 岑江、魯東、衙口、前港、蘇坑、錫坑、石廈 |
| 施                                     | 同安縣                                 | 祖源不明 |
| 施                                     | 龍溪縣                                 | 洪岱 |
| 施                                     | 海澄縣                                 | 尚無發現 |
| 8例                                    |                                        | |
| 顏                                     | 晉江縣                                 | 鈔坑、古西、安海、下 |
| 顏                                     | 同安縣                                 | 東嶽；金門賢聚 |
| 顏                                     | 龍溪縣                                 | 鳳塘 |
| 顏                                     | 海澄縣                                 | 青礁 |
| 劉                                     | 晉江縣                                 | 泉州府城孝悌巷；永寧 |
| 劉                                     | 同安縣                                 | 塘源、鼎尾；金門後浦、劉澳 |
| 劉                                     | 龍溪縣                                 | 祖源不明 |
| 劉                                     | 海澄縣                                 | 內山尾 |
| 7例                                    |                                        | |
| 邱                                     | 晉江縣                                 | 玉塔（白塔）、洋下、西港、港東 |
| 邱                                     | 同安縣                                 | 祖源不明 |
| 邱                                     | 龍溪縣                                 | 鎮川 |
| 邱                                     | 海澄縣                                 | 新垵 |
| 高                                     | 晉江縣                                 | 龍穴、永寧 |
| 高                                     | 同安縣                                 | 塘邊、五通、金門 |
| 高                                     | 龍溪縣                                 | 尚無發現 |
| 高                                     | 海澄縣                                 | 卿山、白沙 |
| 方                                     | 晉江縣                                 | 祖源不明 |
| 方                                     | 同安縣                                 | 下方、趙厝、烈嶼、金門 |
| 方                                     | 龍溪縣                                 | 崇福、登第 |
| 方                                     | 海澄縣                                 | 尚無發現 |
| 6例                                    |                                        | |
| 趙                                     | 晉江縣                                 | 泉州府城南鼓樓；青陽、梅林、福全 |
| 趙                                     | 同安縣                                 | 金門 |
| 趙                                     | 龍溪縣                                 | 祖源不明 |
| 趙                                     | 海澄縣                                 | 尚無發現 |
| 翁                                     | 晉江縣                                 | 蟳埔、大浯塘、深滬 |
| 翁                                     | 同安縣                                 | 金門下堡東 |
| 翁                                     | 龍溪縣                                 | 祖源不明 |
| 翁                                     | 海澄縣                                 | 祖源不明 |
| 莊                                     | 晉江縣                                 | 泉州府城峨豸；青陽 |
| 莊                                     | 同安縣                                 | 祥露、烈嶼；金門西浦頭 |
| 莊                                     | 龍溪縣                                 | 祖源不明 |
| 莊                                     | 海澄縣                                 | 尚無發現 |
| 戴                                     | 晉江縣                                 | 長福、戴厝 |
| 戴                                     | 同安縣                                 | 嘉禾里、金門 |
| 戴                                     | 龍溪縣                                 | 祖源不明 |
| 戴                                     | 海澄縣                                 | 祖源不明 |
| 孫                                     | 晉江縣                                 | 浯沙 |
| 孫                                     | 同安縣                                 | 仁德里孫厝；嘉禾里柳塘、泥金 |
| 孫                                     | 龍溪縣                                 | 東廓、新埭 |
| 孫                                     | 海澄縣                                 | 尚無發現 |
| 何                                     | 晉江縣                                 | 港邊 |
| 何                                     | 同安縣                                 | 前場、翔風里十三都；金門後浦 |
| 何                                     | 龍溪縣                                 | 過井 |
| 何                                     | 海澄縣                                 | 浮宮 |
| 魏                                     | 晉江縣                                 | 祖源不明 |
| 魏                                     | 同安縣                                 | 爐前、金門 |
| 魏                                     | 龍溪縣                                 | 玉江、文江 |
| 魏                                     | 海澄縣                                 | 海滄 |
| 朱                                     | 晉江縣                                 | 祖源不明 |
| 朱                                     | 同安縣                                 | 高浦、金門 |
| 朱                                     | 龍溪縣                                 | 翠嶺、石碼 |
| 朱                                     | 海澄縣                                 | 鴻關 |
| 徐                                     | 晉江縣                                 | 祖源不明 |
| 徐                                     | 同安縣                                 | 祖源不明 |
| 徐                                     | 龍溪縣                                 | 石碼、官岱、石美 |
| 徐                                     | 海澄縣                                 | 祖源不明 |
| 5例                                    |                                        | |
| 柯                                     | 柯                                     | 晉江北山、塘市、南塘；同安鼎尾；龍溪 |
| 薛                                     | 薛                                     | 晉江；同安烈嶼、金門；龍溪；海澄仙恬 |
| 江                                     | 江                                     | 晉江溝西；同安金門；龍溪石碼、壺嶼橋；海澄石埠 |
| 4例                                    |                                        | |
| 呂                                     | 呂                                     | 晉江；同安汀溪、金門；龍溪石碼 |
| 程                                     | 程                                     | 晉江；同安嘉禾里、烈嶼；龍溪 |
| 董                                     | 董                                     | 晉江沙堤；同安金門；龍溪溪口；海澄 |
| 馬                                     | 馬                                     | 晉江安海；同安；龍溪石碼；海澄海滄 |
| 盧                                     | 盧                                     | 晉江沙美；同安；龍溪良村；海澄 |
| 沈                                     | 沈                                     | 晉江安海；同安；龍溪；海澄 |
| 蕭                                     | 蕭                                     | 晉江岑兜；同安；龍溪；海澄 |
| 阮                                     | 阮                                     | 晉江；同安；龍溪石美；海澄 |
| 馮                                     | 馮                                     | 同安烈嶼、金門；龍溪玉江；海澄 |
| 3例                                    |                                        | |
| 龔                                     | 龔                                     | 晉江西柄、沙堤；同安金門 |
| 鄧                                     | 鄧                                     | 晉江永寧、安海；海澄 |
| 邵                                     | 邵                                     | 晉江；同安灌口、金門 |
| 石                                     | 石                                     | 晉江深滬；同安坂尾；龍溪新埭 |
| 詹                                     | 詹                                     | 晉江深滬；同安金門；龍溪 |
| 賴                                     | 賴                                     | 晉江尾都（四十七都）；同安；龍溪 |
| 白                                     | 白                                     | 晉江安海；同安；龍溪 |
| 蔣                                     | 蔣                                     | 晉江福全；同安；龍溪 |
| 胡                                     | 胡                                     | 晉江；同安鼎尾；龍溪 |
| 杜                                     | 杜                                     | 晉江；同安馬鑾；龍溪 |
| 康                                     | 康                                     | 晉江；同安；龍溪安山 |
| 鍾                                     | 鍾                                     | 晉江；同安鐘宅；海澄嶼上 |
| 紀                                     | 紀                                     | 晉江蚶江；同安；海澄 |
| 歐陽                                   | 歐陽                                   | 晉江；同安金門；海澄 |
| 甘                                     | 甘                                     | 晉江；龍溪；海澄鷺邊 |
| 余                                     | 余                                     | 同安竹坑；龍溪新埭；海澄帝廠 |
| 嚴                                     | 嚴                                     | 同安石佛內；龍溪壺嶼橋；海澄 |
| 潘                                     | 潘                                     | 同安棲柵；龍溪；海澄仁美 |
| 2例                                    |                                        | |
| 尤                                     | 尤                                     | 晉江魯東、深滬 |
| 伍                                     | 伍                                     | 晉江安海；同安金門 |
| 傅                                     | 傅                                     | 晉江湖尾；同安金門 |
| 范                                     | 范                                     | 晉江陳厝；同安金門 |
| 曹                                     | 曹                                     | 晉江永寧；同安 |
| 佘                                     | 佘                                     | 晉江港邊；同安 |
| 湯                                     | 湯                                     | 晉江；同安嘉禾里 |
| 廖                                     | 廖                                     | 晉江；同安 |
| 羅                                     | 羅                                     | 晉江；同安 |
| 柳                                     | 柳                                     | 晉江；同安 |
| 田                                     | 田                                     | 晉江；同安 |
| 丁                                     | 丁                                     | 晉江陳江；龍溪丁厝 |
| 侯                                     | 侯                                     | 晉江深滬；龍溪田 |
| 金                                     | 金                                     | 晉江浦內；龍溪 |
| 姚                                     | 姚                                     | 晉江；龍溪錦田 |
| 梁                                     | 梁                                     | 晉江；海澄料坑 |
| 陸                                     | 陸                                     | 同安金門；龍溪土白 |
| 卓                                     | 卓                                     | 同安金門；龍溪 |
| 童                                     | 童                                     | 同安；龍溪 |
| 宋                                     | 宋                                     | 同安馬巷廳；海澄鴻關 |
| 1例                                    |                                        | |
| 晉江縣                                 | 晉江縣                                 | 韋（五堡）、萬（潯美）、車（車垵）、池（蚶江）、倪（永寧）、袁（永寧）、涂（潘徑）、任、 諸葛（泉州府城）                                                                                      |
| 同安縣                                 | 同安縣                                 | 辜（白礁）、史（灌口）、包（集美）、蒲（窯頭）、莫（塘邊）、樊（嘉禾里）、錢（金門）、 辛（金門）、唐（金門）、藍、陶、城                                                                    |
| 龍溪縣                                 | 龍溪縣                                 | 姜（二十七都）、連（馬崎）、汪（二十八都）、游（錦田）、歐（壺嶼橋）、毛（滿美，馬尾） |
| 海澄縣                                 | 海澄縣                                 | 、卞、因 |

在潮州人方面，祖籍是廣東潮州府且由使用潮州話地區渡臺者，至多40姓，分散在臺灣西部各地。台南地區擁有其中過半數的陳、林、黃、王、李、吳、蔡、許、鄭、洪、蘇、周、郭、蕭、沈、廖、方、康、翁、藍、紀、湯、倪、佘、陸、袁、舒等27姓，祖籍多為潮陽、海陽、澄海三縣，而饒平沿海漁鄉亦有許、周、康等姓，於潮州府與鄰州、鄰府沿邊各縣移民群體外達20姓的規模，為全台各地僅見。部分姓氏見於1903年聯名向臺灣總督府請求返還臺南兩廣會館產權的台南地區兩廣人士住所名單，例：洪采惠（府城草花街四十三番戶，全台請願代表）、沈金不（府城抽簽巷街十九番戶，來台第一代居住竹仔行街）、倪張記（府城北勢街第二番戶）、舒如意（府城外關帝港橫街第七番戶）。大約60年前的道光二十二年（1842年），臺南三山國王廟的〈重修三山國王廟捐題碑記〉已出現倪、舒兩姓商號（倪江泉、倪勳榮、舒新振利、舒萬利、舒和合、舒進記、舒隆盛、舒源利）捐資的記錄。潮州人所使用的方言母語潮州話（為閩南語的分支），頗接近泉州話、漳州話的閩南語，但現代多已改說泉漳話而非潮州話。

### 歐美
由清末開始到歐美經商，或在南洋（東南亞）致富後遷居，中共建政後部份人把資本遷入歐美，以及在香港移民潮遷入美國的福建閩南籍和廣東潮汕籍中產。據美國官方數字，至2005年，美國有華裔337萬，其中福建籍華裔有61.13萬人，來自中國大陸、香港和臺灣的新移民183.3萬人。

## 閩南人、客家人與畲族
閩南人来源有相當比例為衣冠南渡者。
事實上福建南部居民除了閩南語民系，在漳州府的詔安、平和、南靖等3縣也有一些客家人，而現今龍海市隆教及漳浦縣赤岭、湖西則被設立為畲族鄉。
福建以及廣東山區的畲族人，當中部分漢化，包括絕大多數只有畲族擁有四大姓氏鍾姓、藍姓、盤姓以及雷姓，歷史上便有不少潮州人與畬族交戰的記錄，直到明末大多畲族已經能說客家話。唐朝「開漳聖王」陳元光與當地畲族作戰，史記武力镇压是“兵革徒威于外，礼让乃格其心”，而且“诛之不可胜诛，徙之则难以尽徙”，“功愈劳而效愈寡”，当时陈元光所处的漳州属“地极七闽，境连百越”。自始福建山區的畲族式微，大多集中在廣東東部。唐朝以後，福建莆田一帶已經成為全中國人口最密集的地區，例如，宋进士莆田金墩太师黄府，少量的漢人亦進入山區，清後畲族進入離沿海較遠的閩南人混居。

## 閩商
近代以來，一些閩南人移居海外，尤其以東南亞為閩南人主要的海外聚居地。閩南人傳統上有著很濃烈的經商文化，所以移居海外的閩南人大多數從事商業活動，也因為知識與智慧上一般相對東南亞原住民來得優越，閩南人一般能巧妙地思考出當地人不具效率的傳統生產方法而加以改善，在當地以少數人口成為當地最富有的一群人。在東南亞諸多國家的前十大首富當中，有7-8名都是閩南人。根據福布斯雜誌的富豪排行榜上，台灣十大富豪有七名是祖籍泉州的閩南人，一名是泉州以外的福建系閩南人。新加坡前十大富豪中，有四名籍貫泉州的閩南人，四名泉州以外的福建系閩南人，一名廣東系的閩南人。馬來西亞的十大富豪中，有四名籍貫泉州的閩南人，三名泉州以外的福建系閩南人，一名廣東系閩南人。印尼的十大富豪中，有四名籍貫泉州的閩南人，三名泉州以外的福建系閩南人。菲律賓的十大富豪中，有六名籍貫泉州的閩南人，一名泉州以外福建閩南人。當中的泉州人又以泉州晉江人佔較大比例。關於世界各地的閩商，參考

### 閩商在南洋、香港等地的發展
清朝中後期，閩商在東南亞經商致富，控制了馬來西亞、新加坡、印尼的經濟，而且富可敵國，以巨大財力供楊衢雲等進行革命以建立共和政体之中國，與控制全中國經濟的滿族再戰爭，推翻滿清政府。20世纪上半叶，華僑富豪以陳嘉庚為首，在這一帶以及福建人早期的聚居地中上環，作为国民革命军北伐、中国抗日战争的資金中轉站，有大量銀行，企業為國民黨提供資本。中华人民共和国成立後，大量原居於廈門、廣州、上海以及全國各地的閩籍資本家、地主移居香港以及新加坡，香港閩南民系當中數十萬都在中西區、灣仔區、東區、觀塘區沿海以及九龍城區紅磡一帶。
| \| 排名 \| 人物姓名 \| 净资产 （亿美元） \| 祖籍地 \| \| ---- \| -------------- \| ----------------- \| -------------------------------------- \| \| 1 \| 郭鶴年 \| 115 \| 中國-福建省-福州倉山 \| \| 2 \| 阿南德克裡希南 \| 113 \| \| \| 3 \| 林国泰及其家族 \| 65 \| 中國-福建省-泉州安溪 \| \| 4 \| 郭令燦 \| 64 \| 中國-福建省-廈門同安（舊屬泉州同安） \| \| 5 \| 鄭鴻標 \| 56 \| 中國-廣東省-潮州 \| \| 6 \| 李深静 \| 38 \| 中國-福建省-泉州永春 \| \| 7 \| 莫比達 \| 33 \| \| \| 8 \| 楊忠禮 \| 27 \| 中國-福建省-金門（舊屬泉州同安金門島） \| \| 9 \| 张晓卿 \| 18 \| 中國-福建省-福州閩清 \| \| 10 \| 陳志遠(商人) \| 16 \| 中國-福建省-泉州永春 \| |                |                   |                                        |
| 排名 | 人物姓名       | 净资产 （亿美元） | 祖籍地                                 |
| 1 | 郭鶴年         | 115               | 中國-福建省-福州倉山                   |
| 2 | 阿南德克裡希南 | 113               |                                        |
| 3 | 林国泰及其家族 | 65                | 中國-福建省-泉州安溪                   |
| 4 | 郭令燦         | 64                | 中國-福建省-廈門同安（舊屬泉州同安）   |
| 5 | 鄭鴻標         | 56                | 中國-廣東省-潮州                       |
| 6 | 李深静         | 38                | 中國-福建省-泉州永春                   |
| 7 | 莫比達         | 33                |                                        |
| 8 | 楊忠禮         | 27                | 中國-福建省-金門（舊屬泉州同安金門島） |
| 9 | 张晓卿         | 18                | 中國-福建省-福州閩清                   |
| 10 | 陳志遠(商人)   | 16                | 中國-福建省-泉州永春                   |

| 排名 | 人物姓名        | 净资产 （亿美元） | 祖籍地                    |
| ---- | --------------- | ----------------- | ------------------------- |
| 1    | 黄惠祥/黄惠忠   | 165               | 中國-福建省-泉州晉江-潘湖 |
| 2    | 蔡道平          | 80                | 中國-福建省-福州福清      |
| 3    | 林逢生          | 59                | 中國-福建省-福州福清      |
| 4    | 黃奕聰          | 59                | 中國-福建省-泉州洛江-羅溪 |
| 5    | 普拉卡什·洛希亚 | 44                |                           |
| 6    | 凯鲁·丹绒       | 43                |                           |
| 7    | 许立文          | 35                | 中國-福建省               |
| 8    | 李文正          | 27                | 中國-福建省-莆田          |
| 10   | 陳江和          | 21                | 中國-福建省-莆田          |

| 排名 | 人物姓名      | 净资产 （亿美元） | 祖籍地                                               |
| ---- | ------------- | ----------------- | ---------------------------------------------------- |
| 1    | 黃廷芳/黃志祥 | 128               | 中國-福建省-莆田涵江-石庭                            |
| 2    | 郭令明        | 78                | 中國-福建省-廈門同安                                 |
| 3    | 邱氏家族      | 70                | 中國-福建省-廈門海滄                                 |
| 4    | 黄祖耀        | 62                | 中國-福建省-金門（舊屬泉州同安金門島）               |
| 5    | 郭氏四兄弟    | 60                | 中國-福建省-泉州南安                                 |
| 7    | 吴清亮        | 32                | 中國-廣東省-潮州市潮安縣浮洋鎮大吳村                 |
| 9    | 林荣福        | 25                | 中國-福建省-莆田                                     |
| 10   | 郭孔豐        | 24                | 中國-福建省-福州市蓋山                               |
| 12   | 张允中        | 21                | 中國-福建省-金門縣金沙鎮陽翟村（舊屬泉州同安金門島） |
| 13   | 魏成輝        | 21                | 中國-福建省-福清市三山鎮鰲頭村                       |

| \| 排名 \| 人物姓名 \| 净资产 （亿美元） \| 祖籍地 \| \| ---- \| --------------- \| ----------------- \| -------------------------------- \| \| 1 \| 施至成 \| 127 \| 中國-福建省-泉州晉江 \| \| 2 \| 陳永栽 \| 61 \| 中國-福建省-泉州晉江 \| \| 3 \| 小恩里克·K.雷颂 \| 52 \| \| \| 4 \| 吳聰滿 \| 51 \| 中國-福建省-泉州晉江陈埭 \| \| 5 \| 吳奕輝 \| 49 \| 中國-福建省-泉州石獅寶蓋鎮坑東村 \| \| 6 \| 大衛·孔松吉 \| 39 \| \| \| 7 \| 鄭少堅 \| 37 \| 中國-福建省-泉州永春 \| \| 10 \| 陳覺中 \| 20 \| 中國-福建省-泉州晉江 \| \| 12 \| 許炳記 \| 17 \| 中國-福建省-泉州 \| \| 13 \| 葉應祿 \| 15 \| 中國-福建省-泉州南安 \| |                 |                   |                                  |
| 排名 | 人物姓名        | 净资产 （亿美元） | 祖籍地                           |
| 1 | 施至成          | 127               | 中國-福建省-泉州晉江             |
| 2 | 陳永栽          | 61                | 中國-福建省-泉州晉江             |
| 3 | 小恩里克·K.雷颂 | 52                |                                  |
| 4 | 吳聰滿          | 51                | 中國-福建省-泉州晉江陈埭         |
| 5 | 吳奕輝          | 49                | 中國-福建省-泉州石獅寶蓋鎮坑東村 |
| 6 | 大衛·孔松吉     | 39                |                                  |
| 7 | 鄭少堅          | 37                | 中國-福建省-泉州永春             |
| 10 | 陳覺中          | 20                | 中國-福建省-泉州晉江             |
| 12 | 許炳記          | 17                | 中國-福建省-泉州                 |
| 13 | 葉應祿          | 15                | 中國-福建省-泉州南安             |